# Дискографија Дрејка
Дискографија Дрејка, канадског репера, комплетан је списак његових издатих синглова, албума и видеа којих је издало више издавачких кућа. У својој досадашњој каријери издао је пет студијских албума, четири микстејпа, један колаборативни микстејп, два ЕПа, једну плејлисту, сто-двадесет-један сингл (од тога сто-тринаест синглова као главни извођач и осам промоциона сингла) и тридесет-седам музичких видео-спотова. Његова музичка издања су потписале издавачке куће Universal Motown Records и Universal Republic Records заједно са помоћним издавачким кућама Aspire Music Group, Young Money Entertainment и Cash Money Records. Дрејк је највише пута, петнаест, био број један на америчкој топ-листи Hot Rap Songs Chart као и на топ-листи Hot R&B/Hip-Hop Songs Chart на чијем врху је био чак деветнаест пута.
Пратећи његово певање за Young Money Entertainment, Дрејк је објављио михтејп So Far Gone који је касније, 2009. године, преиначен у ЕП под називом So Far Gone у коме су биле садржане седам песама. ЕП је остварио успех позиционирајући се на месту број шест америчке топ-листе Билборд 200, и касније бива сертификован златним издањем од стране Америчког удружења дискографских кућа (енгл. Recording Industry Association of America, RIAA). ЕП So Far Gone је био садржан од три сингла: Best I Ever Had, Successful и I'm Goin' In. Претходно поменути синглови са ЕПа So Far Gone су били позиционирани на месту број два, седамнаест односно четрдесет на Билбордовој хот 100 топ-листи. У јуну 2010. године Дрејк је објавио свој дебитантски студијски албум под називом Thank Me Later. Албум је упоредо био дебитовао на америчкој Билборд 200 топ-листи и канадској топ-листи Canadian Albums Chart, који касније бива серификован платинумским издањем упоредо од стране Америчког удружења дискографских кућа (RIAA) и Канадског удружења дискографских кућа (CRIA). Након сингла Thank Me Later уследио је сингл под називом Find Your Love који је био позициониран на месту број пет на америчкој топ-листи Билборд хот 100.
Новембра 2011. године Дрејк је објавио свој други студијски албум под називом Take Care који је одликован дијамантским издањем дебитовавши на позицији број један и у Сједињеним Америчким Државама и у Канади тако поставши његов други студијски албум који је био у таквој ситуацији. Претходно поменути студијски албум је изнедрио синглове попут Marvins Room, Headlines, Make Me Proud, The Motto, Take Care, HYFR (Hell Ya Fucking Right), Crew Love и Lord Knows, четири прва наведена сингла су ушла у топ петнаест на Билбордовој хот 100 топ-листи чиме су зарадили платинумски сертификат од стране RIAАе. Студијски албум "Take Care" је постао албум са најуспешнијим комерцијалним сингловима у многим државама ван северноамеричког континента као што су Аустралија, где је албум "зарадио" двоструки платинумски сертификат од стране Аустралијског удружења дискографских кућа (ARIA), Ирска и Уједињено Краљевство. Септембра 2013. године Дрејк је издао свој трећи студијски албум Nothing Was the Same који је постао његов трећи узастопни број један студијски албум у Канади и Сједињеним Државама који је изнедрио два велика од топ десет позиционираних синглова на топ-лисама Started from the Bottom и Hold On, We're Going Home.
Године 2015. Дрејк је објавио два микстејпа If You're Reading This It's Too Late који је у продаји био доступан у фебруару претходно поменуте године и изненађујући микстејп са репером Future-ом под називом What a Time to Be Alive који је био објављен касније у току године, у септембру. Дрејков четврти студијски албум под називом Views био је објављен у априлу 2016. године који је још један у низу његов студијски албум који је дебитовао на позицији број један и у Сједињеним Државама и у Канади а такође је дебитовао и на позицији број један у Уједињеном Краљевству где је постао његов први студијски албум који је се позиционирао на врху топ-листе у тој држави. Његов четврти студијски албум по реду је забележио огроман комерцијални успех поставши тако најпопуларније издање у Сједињеним Државама током 2016. године. На албуму су се нашли синглови Hotline Bling, One Dance, Pop Style, Controlla и Too Good који су ушли у топ двадесет на Билбордовој хот 100 топ-листи. One Dance је постао најуспешнији сингл у Дрејковој каријери, постао је међународни хит и позиционирао се на месту број један у петнаест различитих држава укључујући Сједињене Државе, Уједињено Краљевство и Канаду. One Dance је такође постао и други најпрегледаванији сингл, на популарном дигиталном сервису за стримовање Спотифај, где је забележио једну милијарду индивидуалних прегледа.

## Албуми

### Студијски албуми
| Наслов               | Детаљи албума | Позиције на топ-листама | Позиције на топ-листама | Позиције на топ-листама | Позиције на топ-листама | Позиције на топ-листама | Позиције на топ-листама | Позиције на топ-листама | Позиције на топ-листама | Позиције на топ-листама | Позиције на топ-листама                       | Број продатих примерака                                | Сертификати |
| Наслов               | Детаљи албума | КАН                     | АУС                     | ФРА                     | ИРС                     | НЗЛ                     | ШВА                     | УК                      | САД                     | САД р&б/HH              | САД реп                                       | Број продатих примерака                                | Сертификати |
| -------------------- | --- | ----------------------- | ----------------------- | ----------------------- | ----------------------- | ----------------------- | ----------------------- | ----------------------- | ----------------------- | ----------------------- | --------------------------------------------- | ------------------------------------------------------ | --- |
| Thank Me Later       | - Датум објављивања: 15. јун 2010. година - Издавачка кућа: Јанг Мани, Кеш Мани, Јуниверзал Мотаун, Аспајр - Формат(и): CD, дигитални даунлоуд    | 81                      | 117                     | 32                      | 35                      | 69                      | 15                      | 1                       | 1                       | 1                       | - КАН: 176.000 - УК: 219.053 - САД: 1.830.000 | - MC: 2× платинумски - BPI: златни - RIAA: платинумски | |
| Take Care            | - Датум објављивања: 15. новембар 2011. година - Издавачка кућа: Јанг Мани, Кеш Мани, Јуниверзал Рипаблик - Формат(и): CD, LP, дигитални даунлоуд | 1                       | 15                      | 32                      | 30                      | 19                      | 45                      | 5                       | 1                       | 1                       | 1                                             | - КАН: 262.000 - УК: 400.450 - САД: 2.338.000          | - MC: 4× платинумски - BPI: платинумски - RIAA: 4× платинумски                                                   |
| Nothing Was the Same | - Датум објављивања: 24. септембар 2013. година - Издавачка кућа: Јанг Мани, Кеш Мани, Рипаблик и OBO саунд - Формат(и): CD, дигитални даунлоуд   | 1                       | 2                       | 11                      | 4                       | 4                       | 11                      | 2                       | 1                       | 1                       | 1                                             | - КАН: 201.000 - УК: 256.013 - САД: 1.783.000          | - MC: 3× платинумски - ARIA: златни - BPI: платинумски - RIAA: 4× платинумски                                    |
| Views                | - Датум објављивања: 29. април 2016. година - Издавачка кућа: Јанг Мани, Кеш Мани, Рипаблик - Формат(и): CD, LP, дигитални даунлоуд               | 1                       | 1                       | 4                       | 2                       | 1                       | 4                       | 1                       | 1                       | 1                       | 1                                             | - УК: 387.000 - САД: 1.607.000                         | - MC: 6× платинумски - ARIA: златни - BPI: платинумски - BVMI: златни - RIAA: 4× платинумски - SNEP: платинумски |
| Scorpion             | - Датум објављивања: 29. јун 2018. година - Издавачка кућа: Јанг Мани, Кеш Мани, Рипаблик - Формат(и): CD, дигитални даунлоуд                     | 1                       | 1                       | 3                       | 1                       | 1                       | 1                       | 1                       | 1                       | 1                       | 1                                             | - САД: 292,000                                         | - BPI: златни - RIAA: платинумски - RMNZ: платинумски - SNEP: златни                                             |

### Компилацијски албуми
| We Are Young Money (као део Јанга Манија)                                                                    | - Датум објављивања: 21. децембар 2009. година - Издавачка кућа: Јанг Мани, Кеш Мани, Рипаблик - Формат(и): CD, дигитални даунлоуд | —  | —   | —  | 9 | 3 | 1 | - САД: 142.000 | - RIAA: златни |
| Rise of an Empire (као део Јанга Манија)                                                                     | - Датум објављивања: 11. март 2014. година - Издавачка кућа: Јанг Мани, Кеш Мани, Рипаблик - Формат(и): CD, дигитални даунлоуд     | 24 | 148 | 18 | 7 | 4 | 2 | - САД: 53,000  |                |
| "—" озачава издање које или није дебитовало на тој топ-листи или није дебитовало у/на тој држави/територији. | |    |     |    |   |   |   |                |                |

## ЕПови
| So Far Gone                                                                                                  | - Датум објављивања: 15. септембар 2009. година - Издавачка кућа: Јанг Мани, Кеш Мани, Јуниверзал Мотаун, Аспајр - Формат(и): CD, дигитални даунлоуд | 15 | 6 | 3 | 2 | - КАН: 58,000 - САД: 785,000 | - MC: златни - RIAA: златни |
| Scary Hours                                                                                                  | - Датум објављивања: 19. јануар 2018. година - Издавачка кућа: Јанг Мани, Кеш Мани, Рипаблик, ЈМГ - Формат(и): дигитални даунлоуд                    | —  | — | — | — |                              |                             |
| "—" озачава издање које или није дебитовало на тој топ-листи или није дебитовало у/на тој држави/територији. | |    |   |   |   |                              |                             |

## Микстејпови
| Наслов | Детаљи микстејпа | Позиције на топ-листама | Позиције на топ-листама | Позиције на топ-листама | Позиције на топ-листама | Позиције на топ-листама | Позиције на топ-листама | Позиције на топ-листама | Позиције на топ-листама | Позиције на топ-листама | Позиције на топ-листама | Број продатих примерака                       | Сертификати                                               |
| Наслов | Детаљи микстејпа | КАН                     | АУС                     | ФРА                     | ИРС                     | НЗЛ                     | ШВА                     | УК                      | САД                     | САД р&б/HH              | САД реп                 | Број продатих примерака                       | Сертификати                                               |
| --- | --- | ----------------------- | ----------------------- | ----------------------- | ----------------------- | ----------------------- | ----------------------- | ----------------------- | ----------------------- | ----------------------- | ----------------------- | --------------------------------------------- | --------------------------------------------------------- |
| Room for Improvement                                                                                         | - Датум објављивања: 14. фебруар 2006. година (САД) - Издавачка кућа: Ол тингс фреш - Формат(и): CD, дигитални даунлоуд                                           | —                       | —                       | —                       | —                       | —                       | —                       | —                       | —                       | —                       | —                       |                                               |                                                           |
| Comeback Season                                                                                              | - Датум објављивања: 1. септембар 2007. година (САД) - Издавачка кућа: Октоберс вери оун - Формат(и): CD, дигитални даунлоуд                                      | —                       | —                       | —                       | —                       | —                       | —                       | —                       | —                       | —                       | —                       |                                               |                                                           |
| So Far Gone                                                                                                  | - Датум објављивања: 13. фебруар 2009. година (ШС) - Издавачка кућа: Октоберс вери оун - Формат(и): CD, дигитални даунлоуд                                        | —                       | —                       | —                       | —                       | —                       | —                       | —                       | —                       | —                       | —                       |                                               |                                                           |
| If You're Reading This It's Too Late                                                                         | - Датум објављивања: 13. фебруар 2015. година - Издавачка кућа: Јанг Мани, Кеш Мани, Рипаблик, ОВО саунд - Формат(и): CD, LP, дигитални даунлоуд                  | 1                       | 2                       | 55                      | 13                      | 3                       | 7                       | 3                       | 1                       | 1                       | 1                       | - КАН: 109.000 - УК: 100.000 - САД: 1.233.000 | - MC: 2× платинумски - BPI: златни - RIAA: 2× платинумски |
| What a Time to Be Alive (са Futurе-ом)                                                                       | - Датум објављивања: 20. септембар 2015. година - Издавачка кућа: Јанг Мани, Кеш Мани, Рипаблик, ОВО саунд, Епик, А1, Фрибенз - Формат(и): LP, дигитални даунлоуд | 1                       | 4                       | 34                      | 30                      | 8                       | —                       | 6                       | 1                       | 1                       | 1                       | - САД: 564.000                                | - MC: платинумски - BPI: сребрни - RIAA: платинумски      |
| More Life | - Датум објављивања: 18. март 2017. година - Издавачка кућа: Јанг Мани, Кеш Мани, Рипаблик, ОВО саунд - Формат(и): дигитални даунлоуд                             | 1                       | 2                       | 5                       | 2                       | 3                       | 4                       | 2                       | 1                       | 1                       | 1                       | - САД: 343.000                                | - MC: 2× платинумски - BPI: платинумски - RMNZ: златни    |
| "—" озачава издање које или није дебитовало на тој топ-листи или није дебитовало у/на тој држави/територији. | |                         |                         |                         |                         |                         |                         |                         |                         |                         |                         |                                               |                                                           |

## Синглови

### Као главни извођач
| Наслов | Година објављивања | Позиције на топ-листама | Позиције на топ-листама | Позиције на топ-листама | Позиције на топ-листама | Позиције на топ-листама | Позиције на топ-листама | Позиције на топ-листама | Позиције на топ-листама | Позиције на топ-листама | Позиције на топ-листама | Сертификати | Албум                                |
| Наслов | Година објављивања | КАН                     | АУС                     | ФРА                     | ИРС                     | НЗЛ                     | ШВА                     | УК                      | САД                     | САД р&б/ HH             | САД реп                 | Сертификати | Албум                                |
| --- | ------------------ | ----------------------- | ----------------------- | ----------------------- | ----------------------- | ----------------------- | ----------------------- | ----------------------- | ----------------------- | ----------------------- | ----------------------- | --- | ------------------------------------ |
| "Replacement Girl" (дует са Трејом Сонгсом)                                                                  | 2007               | —                       | —                       | —                       | —                       | —                       | —                       | —                       | —                       | 21                      | —                       | | Comeback Season                      |
| "Best I Ever Had"                                                                                            | 2009               | 24                      | —                       | —                       | —                       | —                       | —                       | 123                     | 2                       | 1                       | 1                       | - BPI: сребрни - RIAA: 4× платинумски | So Far Gone                          |
| "Successful" (дует са Трејом Сонгсом и Лилом Вејном)                                                         | 2009               | —                       | —                       | —                       | —                       | —                       | —                       | —                       | 17                      | 3                       | 2                       | - RIAA: платинумски | So Far Gone                          |
| "I'm Goin' In" (дует са Лилом Вејном и Јангом Јизијем)                                                       | 2009               | —                       | —                       | —                       | —                       | —                       | —                       | —                       | 40                      | 28                      | 11                      | - RIAA: платинумски | So Far Gone                          |
| "Forever" (са Канјеом Вестом, Лилом Вејном и Еминемом)                                                       | 2009               | 26                      | 99                      | —                       | 41                      | —                       | 68                      | 42                      | 8                       | 2                       | 1                       | - BPI: златни - RIAA: 6× платинумски | More Than a Game                     |
| "Over" | 2010               | 17                      | —                       | —                       | —                       | —                       | —                       | 50                      | 14                      | 2                       | 1                       | - RIAA: 3× платинумски | Thank Me Later                       |
| "Find Your Love"                                                                                             | 2010               | 10                      | —                       | —                       | —                       | —                       | —                       | 24                      | 5                       | 3                       | —                       | - BPI: сребрни - RIAA: 3× платинумски | Thank Me Later                       |
| "Miss Me" (дует са Лилом Вејном)                                                                             | 2010               | 73                      | —                       | —                       | —                       | —                       | —                       | 162                     | 15                      | 3                       | 2                       | - RIAA: платинумски | Thank Me Later                       |
| "Fancy" (дует са Ти-ајом и Свисом Битсом)                                                                    | 2010               | 54                      | —                       | —                       | —                       | —                       | —                       | —                       | 25                      | 4                       | 1                       | - RIAA: платинумски | Thank Me Later                       |
| "Marvins Room"                                                                                               | 2011               | —                       | —                       | —                       | —                       | —                       | —                       | 102                     | 21                      | 7                       | —                       | - BPI: сребрни - RIAA: 3× платинумски | Take Care                            |
| "Headlines"                                                                                                  | 2011               | 18                      | —                       | 75                      | —                       | —                       | —                       | 57                      | 13                      | 2                       | 1                       | - MC: платинумски - BPI: сребрни - RIAA: 4× платинумски                                                                                                 | Take Care                            |
| "Make Me Proud" (дует са Ники Минаж)                                                                         | 2011               | 25                      | 95                      | —                       | —                       | —                       | —                       | 49                      | 9                       | 1                       | 1                       | - RIAA: платинумски | Take Care                            |
| "The Motto" (дует са Лилом Вејном)                                                                           | 2011               | 38                      | —                       | —                       | —                       | —                       | —                       | 90                      | 14                      | 1                       | 1                       | - ARIA: златни - BPI: златни - RIAA: 5× платинумски | Take Care                            |
| "Take Care" (дует са Ријаном)                                                                                | 2012               | 15                      | 9                       | 26                      | 18                      | 7                       | 50                      | 9                       | 7                       | 26                      | 2                       | - MC: 2× платинумски - ARIA: 3× платинумски - BPI: платинумски - RIAA: 4× платинумски - RMNZ: платинумски                                               | Take Care                            |
| "HYFR (Hell Ya Fucking Right)" (дует са Лилом Вејном)                                                        | 2012               | —                       | —                       | —                       | —                       | —                       | —                       | —                       | 62                      | 20                      | 17                      | - RIAA: 2× платинумски | Take Care                            |
| "Crew Love" (дует са The Weeknd-ом)                                                                          | 2012               | 80                      | —                       | —                       | —                       | —                       | —                       | 37                      | 80                      | 9                       | 14                      | - BPI: сребрни - RIAA: платинумски | Take Care                            |
| "Lord Knows" (дует са Риком Росом)                                                                           | 2012               | —                       | —                       | —                       | —                       | —                       | —                       | —                       | —                       | —                       | —                       | | Take Care                            |
| "Started from the Bottom"                                                                                    | 2013               | 36                      | 93                      | 56                      | —                       | —                       | —                       | 25                      | 6                       | 2                       | 2                       | - MC: платинумски - ARIA: златни - BPI: златни - RIAA: 5× платинумски                                                                                   | Nothing Was the Same                 |
| "Hold On, We're Going Home" (дует са Маџидом Џорданом)                                                       | 2013               | 5                       | 8                       | 12                      | 7                       | 9                       | 40                      | 4                       | 4                       | 1                       | —                       | - MC: платинумски - ARIA: 2× платинумски - BPI: платинумски - RIAA: 6× платинумски - RMNZ: златни                                                       | Nothing Was the Same                 |
| "All Me" (дует са Бигом Шоном и 2 Chainz-ом)                                                                 | 2013               | 72                      | —                       | 141                     | —                       | —                       | —                       | 112                     | 20                      | 6                       | 4                       | - RIAA: 2× платинумски | Nothing Was the Same                 |
| "Pound Cake" (дует са Џеј Зијем)                                                                             | 2013               | 88                      | —                       | —                       | —                       | —                       | —                       | 111                     | 65                      | 24                      | 17                      | - RIAA: платинумски | Nothing Was the Same                 |
| "The Language"                                                                                               | 2013               | —                       | —                       | —                       | —                       | —                       | —                       | 143                     | 51                      | 13                      | 9                       | - RIAA: платинумски | Nothing Was the Same                 |
| "Too Much" (дует са Самфом)                                                                                  | 2013               | 90                      | —                       | —                       | —                       | —                       | —                       | 86                      | 64                      | 23                      | 16                      | - RIAA: платинумски | Nothing Was the Same                 |
| "Worst Behavior"                                                                                             | 2014               | —                       | —                       | —                       | —                       | —                       | —                       | —                       | 89                      | 29                      | 10                      | - RIAA: платинумски | Nothing Was the Same                 |
| "0 to 100 / The Catch Up"                                                                                    | 2014               | 59                      | —                       | —                       | —                       | —                       | —                       | 68                      | 35                      | 8                       | 7                       | - BPI: сребрни - RIAA: 2× платинумски | Није сингл са албума                 |
| "Preach" (дует са групом PartyNextDoor)                                                                      | 2015               | 66                      | —                       | —                       | —                       | —                       | —                       | 53                      | 82                      | 27                      | —                       | | If You're Reading This It's Too Late |
| "Energy" | 2015               | 53                      | 59                      | 196                     | —                       | —                       | —                       | 71                      | 26                      | 9                       | 5                       | - BPI: сребрни - RIAA: 2× платинумски | If You're Reading This It's Too Late |
| "Back to Back"                                                                                               | 2015               | 27                      | —                       | 152                     | —                       | —                       | —                       | 77                      | 21                      | 8                       | 6                       | - BPI: сребрни - RIAA: 2× платинумски | Није сингл са албума                 |
| "Charged Up"                                                                                                 | 2015               | 75                      | —                       | —                       | —                       | —                       | —                       | —                       | 78                      | 21                      | 18                      | | Није сингл са албума                 |
| "Hotline Bling"                                                                                              | 2015               | 3                       | 2                       | 9                       | 8                       | 14                      | 13                      | 3                       | 2                       | 1                       | 1                       | - MC: платинумски - ARIA: 2× платинумски - BPI: платинумски - BVMI: златни - RIAA: 7× платинумски - RMNZ: златни - SNEP: платинумски                    | Views                                |
| "Right Hand"                                                                                                 | 2015               | 72                      | —                       | —                       | —                       | —                       | —                       | 81                      | 58                      | 19                      | 15                      | - RIAA: платинумски - BPI: сребрни | Није сингл са албума                 |
| "Jumpman" (са Futurе-ом)                                                                                     | 2015               | 44                      | 47                      | 90                      | 77                      | —                       | 75                      | 58                      | 12                      | 3                       | 2                       | - MC: златни - ARIA: златни - BPI: платинумски - RIAA: 5× платинумски - RMNZ: златни                                                                    | What a Time to Be Alive              |
| "Summer Sixteen"                                                                                             | 2016               | 12                      | 25                      | 24                      | 71                      | —                       | 63                      | 23                      | 6                       | 1                       | 1                       | - BPI: сребрни - RIAA: платинумски | Није сингл са албума                 |
| "One Dance" (дует са Визкидом и Килом)                                                                       | 2016               | 1                       | 1                       | 1                       | 1                       | 1                       | 1                       | 1                       | 1                       | 1                       | —                       | - MC: дијамантски - ARIA: 6× платинумски - BPI: 4× платинумски - BVMI: 2× платинумски - RIAA: 7× платинумски - RMNZ: 2× платинумски - SNEP: дијамантски | Views                                |
| "Pop Style" (дует са Ди Троном)                                                                              | 2016               | 19                      | 44                      | 29                      | 58                      | —                       | —                       | 33                      | 16                      | 4                       | 3                       | - BPI: сребрни - RIAA: 2× платинумски | Views                                |
| "Controlla"                                                                                                  | 2016               | 27                      | 46                      | 58                      | 41                      | 27                      | 37                      | 18                      | 16                      | 5                       | —                       | - MC: 2× платинумски - ARIA: златни - BPI: платинумски - RIAA: 3× платинумски - SNEP: златни                                                            | Views                                |
| "Too Good" (дует са Ријаном)                                                                                 | 2016               | 9                       | 3                       | 29                      | 7                       | 4                       | 25                      | 3                       | 14                      | 3                       | 1                       | - MC: 4× платинумски - ARIA: 3× платинумски - BPI: 2× платинумски - BVMI: златни - RIAA: 3× платинумски - RMNZ: платинумски - SNEP: платинумски         | Views                                |
| "Fake Love"                                                                                                  | 2016               | 10                      | 16                      | 83                      | 18                      | —                       | 27                      | 10                      | 8                       | 4                       | 3                       | - ARIA: платинумски - BPI: платинумски - RIAA: 4× платинумски - SNEP: златни                                                                            | More Life                            |
| "Sneakin'" (дует са групом 21 Savage)                                                                        | 2016               | 20                      | 81                      | 180                     | 80                      | —                       | —                       | 52                      | 28                      | 8                       | 7                       | - RIAA: платинумски | Није сингл са албума                 |
| "Two Birds, One Stone"                                                                                       | 2016               | 64                      | —                       | —                       | —                       | —                       | —                       | —                       | 73                      | 31                      | 24                      | | Није сингл са албума                 |
| "No Frauds" (са Ники Минаж и Лилом Вејном)                                                                   | 2017               | 25                      | 58                      | 43                      | 71                      | —                       | 50                      | 49                      | 14                      | 8                       | 5                       | | Није сингл са албума                 |
| "Passionfruit"                                                                                               | 2017               | 2                       | 4                       | 13                      | 4                       | 2                       | 12                      | 3                       | 8                       | 5                       | —                       | - ARIA: платинумски - BPI: платинумски - BVMI: златни - RIAA: 3× платинумски - RMNZ: златни - SNEP: платинумски                                         | More Life                            |
| "Free Smoke"                                                                                                 | 2017               | 12                      | —                       | 142                     | 36                      | —                       | 34                      | 36                      | 18                      | 11                      | 7                       | - RIAA: платинумски | More Life                            |
| "Portland" (дует са Куавом и Тревисом Скотом)                                                                | 2017               | 6                       | —                       | 118                     | 38                      | 38                      | 31                      | 27                      | 9                       | 6                       | 3                       | - BPI: сребрни - RIAA: 2× платинумски | More Life                            |
| "Glow" (дует са Канјеом Вестом)                                                                              | 2017               | 37                      | —                       | —                       | 65                      | —                       | —                       | 55                      | 54                      | 30                      | 19                      | | More Life                            |
| "Signs" | 2017               | 12                      | 32                      | 31                      | 27                      | 36                      | 26                      | 14                      | 36                      | 14                      | —                       | - MC: 2× платинумски - ARIA: златни - BPI: златни - RIAA: платинумски - SNEP: златни                                                                    | Није сингл са албума                 |
| "Bring It Back" (са Troublе-ом и Мајком Вилом Мејдом Итом)                                                   | 2017               | —                       | —                       | —                       | —                       | —                       | —                       | —                       | —                       | —                       | —                       | | Edgewood                             |
| "God's Plan"                                                                                                 | 2018               | 1                       | 1                       | 2                       | 1                       | 1                       | 2                       | 1                       | 1                       | 1                       | 1                       | - MC: 7× платинумски - ARIA: 4× платинумски - BPI: 2× платинумски - BVMI: златни - RIAA: 8× платинумски - RMNZ: 2× платинумски - SNEP: дијамантски      | Scary Hours and Scorpion             |
| "Diplomatic Immunity"                                                                                        | 2018               | 6                       | 54                      | 60                      | 38                      | —                       | 42                      | 21                      | 7                       | 4                       | 3                       | | Scary Hours                          |
| "Nice for What"                                                                                              | 2018               | 1                       | 1                       | 28                      | 2                       | 1                       | 7                       | 1                       | 1                       | 1                       | 1                       | - MC: 3× платинумски - ARIA: 2× платинумски - BPI: платинумски - RIAA: 3× платинумски - RMNZ: платинумски - SNEP: златни                                | Scorpion                             |
| "Yes Indeed" (са Лилом Бејбијем)                                                                             | 2018               | 7                       | 68                      | —                       | 65                      | —                       | 94                      | 46                      | 6                       | 5                       | 5                       | - MC: 2× платинумски - RIAA: платинумски | Harder Than Ever                     |
| "I'm Upset"                                                                                                  | 2018               | 5                       | 17                      | 82                      | 54                      | 13                      | 91                      | 37                      | 7                       | 6                       | 6                       | - BPI: Silver | Scorpion                             |
| "Don't Matter to Me" (са Мајклом Џексоном)                                                                   | 2018               | 4                       | 3                       | 19                      | 3                       | 6                       | 5                       | 2                       | 9                       | 8                       | —                       | - ARIA: златни - BPI: сребрни | Scorpion                             |
| "In My Feelings"                                                                                             | 2018               | 1                       | 1                       | 3                       | 1                       | 1                       | 2                       | 1                       | 1                       | 1                       | 1                       | - ARIA: 3× платинумски - BPI: платинумски - RMNZ: платинумски - SNEP: златни                                                                            | Scorpion                             |
| "Nonstop" | 2018               | 1                       | 5                       | 34                      | 17                      | 4                       | 10                      | 2                       | 2                       | 2                       | 2                       | - BPI: сребрни | Scorpion                             |
| "—" озачава издање које или није дебитовало на тој топ-листи или није дебитовало у/на тој држави/територији. |                    |                         |                         |                         |                         |                         |                         |                         |                         |                         |                         | |                                      |

Напомене
1. ↑  Сингл "Lord Knows" није дебитовао на "Билбордовој хот 100" топ-листи али је био позициониран на месту број седамнаест на топ-листи "Bubbling Under Hot 100 Singles chart" где је извођена екстензија за "Билборд хот 100".[60]
2. ↑  Сингл "Jumpman" није дебитовао на топ-листи "NZ Top 40 Singles Chart" али је био позициониран на месту број четири на топ-листи "NZ Heatseekers chart".[65]
3. ↑  Сингл "Summer Sixteen" није дебитовао на топ-листи "NZ Top 40 Singles Chart" али је био позициониран на месту број шест на топ-листи "NZ Heatseeker chart".[67]
4. ↑  Сингл "Pop Style" није дебитовао на топ-листи "NZ Top 40 Singles Chart" али је био позициониран на месту број седам на топ-листи "NZ Heatseeker chart".[70]
5. ↑  Сингл "Fake Love" није дебитовао на топ-листи "NZ Top 40 Singles Chart" али је био позициониран на месту број три на топ-листи "NZ Heatseeker Singles Chart".[72]
6. ↑  Сингл "No Frauds" није дебитовао на топ-листи "NZ Top 40 Singles Chart" али је био позициониран на месту број три на топ-листи "NZ Heatseeker Singles Chart".[73]
7. ↑  Сингл "Free Smoke" није дебитовао на топ-листи "NZ Top 40 Singles Chart" али је био позициониран на месту број два на топ-листи "NZ Heatseeker Singles Chart".[75]
8. ↑  Сингл "Diplomatic Immunity" није дебитовао на топ-листи "NZ Top 40 Singles Chart" али је био на месту број три на топ-листи "NZ Heatseeker Singles Chart".[78]
9. ↑  Сингл "Yes Indeed" није дебитовао на топ-листи "NZ Top 40 Singles Chart" али је био позициониран на месту број један на топ-листи "NZ Heatseeker Singles Chart".[82]

### Као гостујући извођач
| Наслов | Година издања | Позиције на топ-листама | Позиције на топ-листама | Позиције на топ-листама | Позиције на топ-листама | Позиције на топ-листама | Позиције на топ-листама | Позиције на топ-листама | Позиције на топ-листама | Позиције на топ-листама | Позиције на топ-листама | Сертификати | Албум                                       |
| Наслов | Година издања | КАН                     | АУС                     | ФРА                     | ИРС                     | НЗЛ                     | ШВА                     | УК                      | САД                     | САД р&б/HH              | САД реп                 | Сертификати | Албум                                       |
| --- | ------------- | ----------------------- | ----------------------- | ----------------------- | ----------------------- | ----------------------- | ----------------------- | ----------------------- | ----------------------- | ----------------------- | ----------------------- | --- | ------------------------------------------- |
| "The One" (Мери Џеј Блиџ у дуету са Дрејком)                                                                 | 2009          | 83                      | —                       | —                       | —                       | —                       | —                       | —                       | 63                      | 32                      | —                       | | Stronger with Each Tear                     |
| "Digital Girl" (Ремикс) (Џејми Фокс у дуету са Дрејком, Канјеом Вестом и Ди-дримом)                          | 2009          | —                       | —                       | —                       | —                       | —                       | —                       | —                       | 92                      | 37                      | —                       | | Intuition                                   |
| "Money to Blow" (Брдмен у дуету са Дрејком и Лилом Вејном)                                                   | 2009          | —                       | —                       | —                       | —                       | —                       | —                       | —                       | 26                      | 2                       | 2                       | - RIAA: платинумски | Priceless                                   |
| "Fed Up" (Ди-џеј Калед у дуету са Ашером, Дрејком, Јангом Јизијем и Риком Росом)                             | 2009          | —                       | —                       | —                       | —                       | —                       | —                       | —                       | —                       | 45                      | 22                      | | Victory                                     |
| "Say Something" (Тимбаланд у дуету са Дрејком)                                                               | 2009          | —                       | —                       | —                       | —                       | —                       | —                       | —                       | 23                      | 1                       | 1                       | | Shock Value II                              |
| "I Invented Sex" (Треј Сонгс у дуету са Дрејком)                                                             | 2009          | —                       | —                       | —                       | —                       | —                       | —                       | —                       | 42                      | 1                       | —                       | | Ready                                       |
| "4 My Town (Play Ball)" (Брдмен у дуету са Дрејком и Лилом Вејном)                                           | 2009          | —                       | —                       | —                       | —                       | —                       | —                       | —                       | 90                      | 37                      | 17                      | | Priceless                                   |
| "You Got Me" (Сакаријо у дуету са Дрејком                                                                    | 2010          | —                       | —                       | —                       | —                       | —                       | —                       | —                       | —                       | —                       | —                       | | Sneak Attack                                |
| "Right Above It" (Лил Вејн у дуету са Дрејком)                                                               | 2010          | 34                      | 98                      | —                       | —                       | —                       | —                       | 37                      | 6                       | 4                       | 1                       | - RIAA: 2× платинумски | I Am Not a Human Being                      |
| "Aston Martin Music" (Рик Рос у дуету са Крисетом Мишелом и Дрејком)                                         | 2010          | —                       | —                       | —                       | —                       | —                       | —                       | —                       | 30                      | 2                       | 1                       | - RIAA: златни | Teflon Don                                  |
| "Loving You No More" (Diddy – Dirty Money у дуету са Дрејком)                                                | 2010          | —                       | —                       | —                       | —                       | —                       | —                       | —                       | 91                      | 20                      | 17                      | | Last Train to Paris                         |
| "What Up" (Пајмп Си у дуету са Дрејком и Баном Бијем)                                                        | 2010          | —                       | —                       | —                       | —                       | —                       | —                       | —                       | —                       | —                       | —                       | | The Naked Soul of Sweet Jones               |
| "What's My Name?" (Ријана у дуету са Дрејком)                                                                | 2010          | 5                       | 18                      | 16                      | 3                       | 3                       | 13                      | 1                       | 1                       | 2                       | —                       | - ARIA: платинумски - BPI: платинумски - BVMI: златни - IFPI ШВА: златни - RIAA: 6× платинумски - RMNZ: платинумски                          | Loud                                        |
| "Fall for Your Type" (Џејми Фокс у дуету са Дрејком)                                                         | 2010          | —                       | —                       | —                       | —                       | —                       | —                       | —                       | 50                      | 1                       | —                       | | Best Night of My Life                       |
| "Moment 4 Life" (Ники Минаж у дуету са Дрејком)                                                              | 2010          | 27                      | —                       | 65                      | 37                      | —                       | —                       | 22                      | 13                      | 1                       | 1                       | - BPI: сребрни - RIAA: златни | Pink Friday                                 |
| "Put It Down" (Бан Би у дуету са Дрејком)                                                                    | 2010          | —                       | —                       | —                       | —                       | —                       | —                       | —                       | —                       | 81                      | —                       | | Trill OG                                    |
| "Celebration" (Тенк у дуету са Дрејком)                                                                      | 2011          | —                       | —                       | —                       | —                       | —                       | —                       | —                       | —                       | 73                      | —                       | | Now or Never                                |
| "Feel Love" (Шон Гарет у дуету са Дрејком)                                                                   | 2011          | —                       | —                       | —                       | —                       | —                       | —                       | —                       | —                       | —                       | —                       | | The Inkwell                                 |
| "Unusual" (Треј Сонгс у дуету са Дрејком)                                                                    | 2011          | —                       | —                       | —                       | —                       | —                       | —                       | —                       | 68                      | 7                       | —                       | | Passion, Pain & Pleasure                    |
| "Poppin Bottles" (Ти-ај у дуету са Дрејком)                                                                  | 2011          | —                       | —                       | —                       | —                       | —                       | —                       | —                       | —                       | 75                      | —                       | | No Mercy                                    |
| "I'm on One" (Ди-џеј Калед у дуету са Дрејком, Риком Росом и Лилом Вејном)                                   | 2011          | 67                      | —                       | —                       | —                       | —                       | —                       | 78                      | 10                      | 1                       | 1                       | - RIAA: златни | We the Best Forever                         |
| "She Will" (Лил Вејн у дуету са Дрејком)                                                                     | 2011          | 16                      | —                       | 70                      | —                       | —                       | —                       | 58                      | 3                       | 1                       | 2                       | - RIAA: 2× платинумски | Tha Carter IV                               |
| "It's Good" (Лил Вејн у дуету са Џадакисом и Дрејком)                                                        | 2011          | —                       | —                       | —                       | —                       | —                       | —                       | —                       | 79                      | —                       | —                       | | Tha Carter IV                               |
| "Still Got It" (Тига у дуету са Дрејком)                                                                     | 2011          | —                       | —                       | —                       | —                       | —                       | —                       | —                       | 89                      | 70                      | —                       | | Careless World: Rise of the Last King       |
| "Round of Applause" (Вака Флока Флејм у дуету са Дрејком)                                                    | 2011          | —                       | —                       | —                       | —                       | —                       | —                       | —                       | 86                      | 15                      | 16                      | | Triple F Life: Friends, Fans and Family     |
| "Mr. Wrong" (Мари Џеј Блиџ у дуету са Дрејком)                                                               | 2011          | —                       | —                       | —                       | —                       | —                       | —                       | —                       | 87                      | 10                      | —                       | | My Life II... The Journey Continues (Act 1) |
| "So Good" (Шанел у дуету са Лилом Вејном и Дрејком)                                                          | 2011          | —                       | —                       | —                       | —                       | —                       | —                       | —                       | —                       | —                       | —                       | | Midnight Mimosas                            |
| "Stay Schemin'" (Рик Рос у дуету са Дрејком и Френчом Монтаном)                                              | 2012          | —                       | —                       | —                       | —                       | —                       | —                       | —                       | 58                      | 40                      | 20                      | | Rich Forever                                |
| "No Lie" (2 Chainz у дуету са Дрејком)                                                                       | 2012          | —                       | —                       | —                       | —                       | —                       | —                       | —                       | 24                      | 1                       | 1                       | - RIAA: 2× платинумски | Based on a T.R.U. Story                     |
| "Pop That" (Френч Монтана у дуету са Дрејком, Риком Росом и Лилом Вејном)                                    | 2012          | —                       | —                       | —                       | —                       | —                       | —                       | —                       | 36                      | 2                       | 2                       | - RIAA: платинумски | Excuse My French                            |
| "Amen" (Мик Мил у дуету са Дрејком)                                                                          | 2012          | —                       | —                       | —                       | —                       | —                       | —                       | —                       | 57                      | 5                       | 4                       | - RIAA: златни | Dreams and Nightmares                       |
| "Enough Said" (Алијах у дуету са Дрејком)                                                                    | 2012          | —                       | —                       | —                       | —                       | —                       | —                       | —                       | —                       | 55                      | —                       | | Није сингл са албума                        |
| "Diced Pineapples" (Рик Рос у дуету са Вејлом и Дрејком)                                                     | 2012          | —                       | —                       | —                       | —                       | —                       | —                       | —                       | 71                      | 16                      | 14                      | | God Forgives, I Don't                       |
| "Fuckin' Problems" (ASAP Rocky у дуету са Дрејком, 2 Chainzом и Кендриком Ламаром)                           | 2012          | 65                      | 78                      | 30                      | —                       | —                       | 65                      | 50                      | 8                       | 2                       | 2                       | - ARIA: платинумски - BPI: златни - BVMI: златни - RIAA: 3× платинумски                                                                      | Long. Live. ASAP                            |
| "The Zone" (The Weeknd у дуету са Дрејком)                                                                   | 2012          | —                       | —                       | —                       | —                       | —                       | —                       | —                       | —                       | —                       | —                       | | Trilogy                                     |
| "Poetic Justice" (Кендрик Ламар у дуету са Дрејком)                                                          | 2013          | —                       | —                       | —                       | —                       | —                       | —                       | —                       | 26                      | 8                       | 6                       | - RIAA: златни | Good Kid, M.A.A.D City                      |
| "Love Me" (Лил Вејн у дуету са Дрејком и Futurеом)                                                           | 2013          | 49                      | 92                      | 27                      | —                       | —                       | 72                      | 44                      | 9                       | 4                       | 3                       | - RIAA: 2× платинумски | I Am Not a Human Being II                   |
| "Right Here" (Џастин Бибер у дуету са Дрејком)                                                               | 2013          | —                       | —                       | —                       | —                       | —                       | —                       | 125                     | 95                      | 36                      | —                       | | Believe                                     |
| "No New Friends" (Ди-џеј Калед у дуету са Дрејком, Риком Росом и Лилом Вејном)                               | 2013          | —                       | —                       | —                       | —                       | —                       | —                       | 106                     | 37                      | 9                       | 8                       | - RIAA: златни | Suffering from Success                      |
| "No Guns Allowed" (Снуп Лајон у дуету са Дрејком и Коријем Биом)                                             | 2013          | —                       | —                       | —                       | —                       | —                       | —                       | —                       | —                       | —                       | —                       | | Reincarnated                                |
| "Live For" (The Weeknd у дуету са Дрејком)                                                                   | 2013          | —                       | —                       | —                       | —                       | —                       | —                       | 111                     | —                       | 47                      | —                       | | Kiss Land                                   |
| "Over Here" (PartyNextDoor у дуету са Дрејком)                                                               | 2013          | —                       | —                       | —                       | —                       | —                       | —                       | —                       | —                       | —                       | —                       | | PartyNextDoor                               |
| "Know Bout Me" (Тимбаланд у дуету са Џеј Зијем, Дрејком и Џејмсом Фантлеројом)                               | 2013          | —                       | 24                      | —                       | —                       | —                       | —                       | —                       | —                       | —                       | —                       | | Opera Noir                                  |
| "Odio" (Ромео Сантос у дуету са Дрејком)                                                                     | 2014          | —                       | —                       | —                       | —                       | —                       | —                       | —                       | 45                      | —                       | —                       | - RIAA: 13× платинумски (Latin) | Formula, Vol. 2                             |
| "Who Do You Love?" (И-џи у дуету са Дрејком)                                                                 | 2014          | —                       | —                       | 197                     | —                       | —                       | —                       | 87                      | 54                      | 15                      | 6                       | - RIAA: платинумски | My Krazy Life                               |
| "Trophies" (Јанг Мани у дуету са Дрејком)                                                                    | 2014          | —                       | —                       | 190                     | —                       | —                       | —                       | —                       | 50                      | 13                      | 5                       | | Young Money: Rise of an Empire              |
| "Believe Me" (Лил Вејн у дуету са Дрејком)                                                                   | 2014          | 97                      | —                       | —                       | —                       | —                       | —                       | 36                      | 26                      | 7                       | 2                       | - RIAA: платинумски | Tha Carter V                                |
| "Grindin'" (Лил Вејн у дуету са Дрејком)                                                                     | 2014          | —                       | —                       | —                       | —                       | —                       | —                       | —                       | —                       | —                       | —                       | | Tha Carter V                                |
| "Recognize" (PartyNextDoor у дуету са Дрејком)                                                               | 2014          | —                       | —                       | —                       | —                       | —                       | —                       | 96                      | —                       | 28                      | —                       | - RIAA: платинумски | PartyNextDoor Two                           |
| "Tuesday" (ILoveMakonnen у дуету са Дрејком)                                                                 | 2014          | 56                      | —                       | 86                      | —                       | —                       | —                       | 165                     | 12                      | 2                       | —                       | - RIAA: платинумски | ILoveMakonnen                               |
| "Only" (Ники Минаж у дуету са Дрејком, Лилом Вејном и Крисом Брауном)                                        | 2014          | 20                      | 62                      | 102                     | —                       | —                       | —                       | 35                      | 12                      | 1                       | 1                       | - BPI: сребрни - RIAA: 3× платинумски | The Pinkprint                               |
| "Truffle Butter" (Ники Минаж у дуету са Дрејком и Лилом Вејном)                                              | 2015          | 43                      | —                       | —                       | —                       | —                       | —                       | 188                     | 14                      | 4                       | 2                       | | The Pinkprint                               |
| "Blessings" (Биг Шон у дуету са Дрејком и Канјеом Вестом)                                                    | 2015          | 59                      | —                       | 184                     | —                       | —                       | —                       | 164                     | 28                      | 9                       | 5                       | - RIAA: 2× платинумски | Dark Sky Paradise                           |
| "100" (Ди Гејм у дуету са Дрејком)                                                                           | 2015          | 63                      | —                       | —                       | —                       | —                       | —                       | 65                      | 82                      | 25                      | 22                      | | The Documentary 2                           |
| "R.I.C.O." (Мик Мил у дуету са Дрејком)                                                                      | 2015          | 48                      | —                       | —                       | —                       | —                       | —                       | —                       | 40                      | 14                      | 9                       | - RIAA: платинумски | Dreams Worth More Than Money                |
| "My Love" (Маџид Џордан у дуету са Дрејком)                                                                  | 2015          | —                       | —                       | —                       | —                       | —                       | —                       | —                       | —                       | —                       | —                       | | Маџид Џордан                                |
| "Where Ya At" (Future у дуету са Дрејком)                                                                    | 2015          | 62                      | —                       | 188                     | —                       | —                       | —                       | —                       | 28                      | 11                      | 6                       | - RIAA: 3× платинумски | DS2                                         |
| "Work" (Ријана у дуету са Дрејком)                                                                           | 2016          | 1                       | 5                       | 1                       | 5                       | 2                       | 9                       | 2                       | 1                       | 1                       | —                       | - ARIA: 2× платинумски - BPI: 2× платинумски - BVMI: платинумски - MC: златни - RIAA: 6× платинумски - RMNZ: платинумски - SNEP: дијамантски | Anti                                        |
| "Come and See Me" (PartyNextDoor у дуету са Дрејком)                                                         | 2016          | 73                      | —                       | 128                     | —                       | —                       | —                       | 199                     | 55                      | 20                      | —                       | - BPI: сребрни - RIAA: златни | PartyNextDoor 3                             |
| "Why You Always Hatin?" (И-џеј у дуету са Дрејком и Камајахом)                                               | 2016          | 72                      | —                       | —                       | —                       | —                       | —                       | —                       | 62                      | 18                      | 13                      | - RIAA: платинумски | Still Brazy                                 |
| "For Free" (Ди-џеј Калед у дуету са Дрејком)                                                                 | 2016          | 47                      | 70                      | 79                      | —                       | —                       | —                       | 25                      | 13                      | 4                       | 2                       | - MC: златни - BPI: сребрни - RIAA: 2× платинумски                                                                                           | Major Key                                   |
| "Back on Road" (Гучи Мане у дуету са Дрејком)                                                                | 2016          | —                       | —                       | —                       | —                       | —                       | —                       | —                       | 81                      | 28                      | 22                      | - RIAA: златни | Everybody Looking                           |
| "No Shopping" (Френч Монтана у дуету са Дрејком)                                                             | 2016          | 25                      | —                       | 129                     | —                       | —                       | —                       | 129                     | 36                      | 12                      | 8                       | - RIAA: златни | MC4                                         |
| "Big Amount" (2 Chainz у дуету са Дрејком)                                                                   | 2016          | —                       | —                       | —                       | —                       | —                       | —                       | —                       | —                       | 44                      | —                       | | Pretty Girls Like Trap Music                |
| "Wanna Know (Ремикс)" (Дејв у дуету са Дрејком)                                                              | 2016          | —                       | —                       | —                       | —                       | —                       | —                       | 51                      | —                       | —                       | —                       | | Није сингл са албума                        |
| "Used to This" (Future у дуету са Дрејком)                                                                   | 2016          | 17                      | —                       | 139                     | —                       | —                       | 93                      | 67                      | 14                      | 5                       | 4                       | - RIAA: платинумски | Future                                      |
| "Both" (Гучи Мане у дуету са Дрејком)                                                                        | 2017          | 43                      | —                       | 162                     | —                       | —                       | —                       | —                       | 41                      | 16                      | 11                      | - RIAA: платинумски | The Return of East Atlanta Santa            |
| "Come Closer" (Визкид у дуету са Дрејком)                                                                    | 2017          | 54                      | —                       | 107                     | —                       | —                       | 98                      | 58                      | —                       | —                       | —                       | - BPI: сребрни | Sounds from the Other Side                  |
| "No Complaints" (Метро Бумин у дуету са Офсетом и Дрејком)                                                   | 2017          | 51                      | —                       | —                       | —                       | —                       | —                       | —                       | 71                      | 31                      | 22                      | | Није сингл са албума                        |
| "Look Alive" (Блокбој Џеј-би у дуету са Дрејком)                                                             | 2018          | 4                       | 24                      | 175                     | 16                      | 15                      | 34                      | 17                      | 5                       | 3                       | 2                       | - ARIA: платинумски - BPI: сребрни - IFPI ШВА: златни - RIAA: 2× платинумски - RMNZ: златни                                                  | Simi                                        |
| "Walk It Talk It" (Мигос у дуету са Дрејком)                                                                 | 2018          | 14                      | 55                      | 64                      | 52                      | 36                      | 41                      | 31                      | 10                      | 7                       | 4                       | - MC: 2× платинумски - BPI: сребрни | Culture II                                  |
| "Bigger Than You" (2 Chainz у дуету са Дрејком и Куавом)                                                     | 2018          | 43                      | —                       | —                       | —                       | —                       | —                       | —                       | 53                      | 28                      | 24                      | |                                             |
| "Mia" (Бед Бани у дуету са Дрејком)                                                                          | 2018          | 3                       | 40                      | —                       | 28                      | —                       | —                       | 13                      | 5                       | —                       | —                       | | Није сингл са албума                        |
| "—" озачава издање које или није дебитовало на тој топ-листи или није дебитовало у/на тој држави/територији. |               |                         |                         |                         |                         |                         |                         |                         |                         |                         |                         | |                                             |

Напомене
1. ↑  Сингл "Fed Up" није дебитовао на "Билбордовој хот 100" топ-листи али је био позициониран на месту број осам на топ-листи "Bubbling Under Hot 100 Singles chart" где је извођен као екстензија за топ-листу "Билборд хот 100".[60]
2. ↑  Сингл "Poppin Bottles" није дебитовао на "Билбордовој хот 100" топ-листи али је био позициониран на месту број петнаест на топ-листи "Bubbling Under Hot 100 Singles chart" где је изведен као екстензија за топ-листу "Билборд хот 100".[60]
3. ↑  Сингл "So Good" није дебитовао на топ-листи "Billboard Hot R&B/Hip-Hop Songs chart" али је био на позицији број пет на "Bubbling Under R&B/Hip-Hop Singles chart" која је била екстензија на топ-листи "Hot R&B/Hip-Hop Songs chart".[105]
4. ↑  Сингл "No Guns Allowed" није дебитовао на топ-листи "Billboard Hot R&B/Hip-Hop Songs chart" али је био на позицији број осам на топ-листи "Bubbling Under R&B/Hip-Hop Singles char" који је био извођен као "Hot R&B/Hip-Hop Songs chart".[105]
5. ↑  Сингл "Live For" није дебитовао на топ-листи "Билборд хот 100" али је био на позицији број деветнаест на топ-листи "Bubbling Under Hot 100 Singles chart" где је био извођен као екстензија на "Билборд хот 100" топ-листи.[60]
6. ↑  Сингл "Over Here" није дњбитовао на топ-листи "Billboard Hot R&B/Hip-Hop Songs chart" али је био позициониран на месту број четрдесет-седам на топ-листи "Hot R&B/Hip-Hop Airplay chart".[115]
7. ↑  Сингл "Know Bout Me" није дебитовао на топ-листи "Billboard Hot R&B/Hip-Hop Songs chart" али је био позициониран на месту број седам на топ-листи "Bubbling Under R&B/Hip-Hop Singles chart" где је избођен као екстензија на топ-листи "Hot R&B/Hip-Hop Songs chart".[105]
8. ↑  Сингл "Recognize" није дебитовао на топ-листи "Билборд хот 100" али је био позициониран на месту број "Bubbling Under Hot 100 Singles chart" где је извођен као екстензија за топ листу "Билборд хот 100".[60]
9. ↑  Сингл "Big Amount" није дебитовао на топ-листи "Билборд хот 100" али је био позициониран на месту број девет на топ-листи "Bubbling Under Hot 100 Singles chart" где је извођен као екстензија на топ-листи "Билборд хот 100".[60]
10. ↑  Сингл "Used to This" није дебитовао на топ-листи "NZ Top 40 Singles Chart" али је био позициониран на месту број шест на топ-листи "NZ Heatseekers Singles Chart".[130]
11. ↑  Сингл "Bigger Than You" није дебитовао на топ-листи "NZ Top 40 Singles Chart" али је био на позицији број осам на топ-листи "NZ Heatseeker Singles Chart".[138]
12. ↑  Сингл "Mia" није дебитовао на топ-листи "NZ Top 40 Singles Chart" али је био позициониран на месту број четири на топ-листи "NZ Hot Singles Chart".[142]

### Промоциони синглови
| Наслов | Година издања | Позиције на топ-лисама | Позиције на топ-лисама | Позиције на топ-лисама | Позиције на топ-лисама | Позиције на топ-лисама | Позиције на топ-лисама | Позиције на топ-лисама | Позиције на топ-лисама | Позиције на топ-лисама | Сертификати    | Албум                |
| Наслов | Година издања | КАН                    | АУС                    | ФРА                    | ИРС                    | НЗЛ                    | УК                     | САД                    | САД р&б/HH             | САД реп                | Сертификати    | Албум                |
| --- | ------------- | ---------------------- | ---------------------- | ---------------------- | ---------------------- | ---------------------- | ---------------------- | ---------------------- | ---------------------- | ---------------------- | -------------- | -------------------- |
| "Throw It in the Bag" (Ремикс) (Фабјулус у дуету са Дрејком и Ди-дримом)                                           | 2009          | —                      | —                      | —                      | —                      | —                      | —                      | —                      | —                      | —                      |                | Није сингл са албума |
| "Un-Thinkable (I'm Ready)" (Ремикс) (Алиша Киз у дуету са Дрејком)                                                 | 2010          | —                      | —                      | —                      | —                      | —                      | —                      | —                      | —                      | —                      |                | Није сингл са албума |
| "9AM in Dallas" | 2010          | 55                     | —                      | —                      | —                      | —                      | —                      | 57                     | —                      | —                      |                | Thank Me Later       |
| "Deuces" (Ремикс) (Крис Браун у дуету са Дрејком, Ти-ајом, Канјеом Вестом, Фабјулусом, Риком Росом и Андреом 3000) | 2010          | —                      | —                      | —                      | —                      | —                      | —                      | —                      | —                      | —                      |                | Није сингл са албума |
| "[[Tony Montana (песма Futurеа)\|Tony Montana" (Ремикс) (Future у дуету са Дрејком)                                | 2012          | —                      | —                      | —                      | —                      | —                      | —                      | —                      | —                      | —                      |                | Pluto                |
| "We in This Bitch 1.5" (Ди-џеј Драма у дуету са Дрејком и Futurеом)                                                | 2012          | —                      | —                      | —                      | —                      | —                      | —                      | —                      | —                      | —                      |                | Quality Street Music |
| "5AM in Toronto"                                                                                                   | 2013          | —                      | —                      | —                      | —                      | —                      | —                      | —                      | —                      | —                      |                | Није сингл са албума |
| "Wu-Tang Forever"                                                                                                  | 2013          | 44                     | —                      | —                      | —                      | —                      | —                      | 52                     | 13                     | 8                      |                | Nothing Was the Same |
| "To the Max" (Ди-џеј Калед у дуету са Дрејком)                                                                     | 2017          | 32                     | 70                     | 200                    | 83                     | 2                      | 49                     | 53                     | 22                     | 17                     | - RIAA: златни | Grateful             |
| "—" озачава издање које или није дебитовало на тој топ-листи или није дебитовало у/на тој држави/територији.       |               |                        |                        |                        |                        |                        |                        |                        |                        |                        |                |                      |

## Остале песме
| Наслов | Година издања | Позиције на топ-листама | Позиције на топ-листама | Позиције на топ-листама | Позиције на топ-листама | Позиције на топ-листама | Позиције на топ-листама | Позиције на топ-листама | Позиције на топ-листама | Позиције на топ-листама | Позиције на топ-листама | Сертификати                           | Албум                                                  |
| Наслов | Година издања | КАН                     | ФРА                     | ИРС                     | ШВЕ                     | УК                      | УК р&б                  | САД                     | САД р&б/HH              | САД реп                 | САД р&б                 | Сертификати                           | Албум                                                  |
| --- | ------------- | ----------------------- | ----------------------- | ----------------------- | ----------------------- | ----------------------- | ----------------------- | ----------------------- | ----------------------- | ----------------------- | ----------------------- | ------------------------------------- | ------------------------------------------------------ |
| "The Winner"                                                                                                 | 2009          | —                       | —                       | —                       | —                       | —                       | —                       | —                       | —                       | —                       | —                       |                                       | Није сингл са албума                                   |
| "November 18th"                                                                                              | 2009          | —                       | —                       | —                       | —                       | —                       | —                       | —                       | 58                      | —                       | —                       |                                       | So Far Gone (микстејп)                                 |
| "Off That" (Џеј Зи у дуету са Дрејком)                                                                       | 2009          | —                       | —                       | —                       | —                       | —                       | —                       | —                       | —                       | —                       | —                       |                                       | The Blueprint 3                                        |
| "Fear" | 2009          | —                       | —                       | —                       | —                       | —                       | —                       | —                       | —                       | —                       | —                       |                                       | So Far Gone (ЕП)                                       |
| "I Get Paper" (дует са Кевином Косом)                                                                        | 2010          | 59                      | —                       | —                       | —                       | —                       | —                       | —                       | —                       | —                       | —                       |                                       | Није сингл са албума                                   |
| "Fireworks" (дует са Алишом Киз)                                                                             | 2010          | —                       | —                       | —                       | —                       | —                       | —                       | 71                      | —                       | —                       | —                       |                                       | Thank Me Later                                         |
| "Up All Night" (дует са Ники Минаж)                                                                          | 2010          | 80                      | —                       | —                       | —                       | —                       | —                       | 49                      | 59                      | 20                      | —                       | - RIAA: платинумски                   | Thank Me Later                                         |
| "Shut It Down" (дует са Ди-дримом)                                                                           | 2010          | —                       | —                       | —                       | —                       | —                       | —                       | —                       | 71                      | —                       | —                       |                                       | Thank Me Later                                         |
| "Unforgettable" (дует са Јангом Јизијем)                                                                     | 2010          | —                       | —                       | —                       | —                       | —                       | —                       | —                       | —                       | —                       | —                       |                                       | Thank Me Later                                         |
| "Light Up" (дует са Џејом Зијем)                                                                             | 2010          | —                       | —                       | —                       | —                       | —                       | —                       | —                       | 85                      | —                       | —                       |                                       | Thank Me Later                                         |
| "Gonorrhea" (Лил Вејн у дуету са Дрејком)                                                                    | 2010          | 86                      | —                       | —                       | —                       | —                       | —                       | 17                      | —                       | —                       | —                       | - RIAA: златни                        | I Am Not a Human Being                                 |
| "With You" (Лил Вејн у дуету са Дрејком)                                                                     | 2010          | —                       | —                       | —                       | —                       | —                       | —                       | —                       | —                       | —                       | —                       |                                       | I Am Not a Human Being                                 |
| "Made Men" (Рик Рос у дуету са Дрејком)                                                                      | 2011          | —                       | —                       | —                       | —                       | —                       | —                       | —                       | —                       | —                       | —                       |                                       | Није сингл са албума                                   |
| "In the Morning" (Џеј Кол у дуету са Дрејком)                                                                | 2011          | —                       | —                       | —                       | —                       | —                       | —                       | —                       | 57                      | —                       | —                       |                                       | Friday Night Lights and Cole World: The Sideline Story |
| "Free Spirit" (дует са Риком Росом)                                                                          | 2011          | —                       | —                       | —                       | —                       | —                       | —                       | —                       | —                       | —                       | —                       |                                       | Није сингл са албума                                   |
| "Over My Dead Body"                                                                                          | 2011          | —                       | —                       | —                       | —                       | —                       | —                       | —                       | —                       | —                       | —                       |                                       | Take Care                                              |
| "Shot for Me"                                                                                                | 2011          | —                       | —                       | —                       | —                       | —                       | —                       | 100                     | —                       | —                       | —                       | - RIAA: платинумски                   | Take Care                                              |
| "Under Ground Kings"                                                                                         | 2011          | —                       | —                       | —                       | —                       | —                       | —                       | —                       | —                       | —                       | —                       |                                       | Take Care                                              |
| "We'll Be Fine" (дует са Брдменом)                                                                           | 2011          | —                       | —                       | —                       | —                       | —                       | —                       | 89                      | —                       | —                       | —                       |                                       | Take Care                                              |
| "Doing It Wrong"                                                                                             | 2011          | —                       | —                       | —                       | —                       | —                       | —                       | —                       | —                       | —                       | 22                      | - RIAA: платинумски                   | Take Care                                              |
| "The Real Her" (дует са Лилом Вејном и Андреом 3000)                                                         | 2011          | —                       | —                       | —                       | —                       | —                       | —                       | —                       | —                       | —                       | —                       |                                       | Take Care                                              |
| "Practice"                                                                                                   | 2011          | —                       | —                       | —                       | —                       | —                       | —                       | —                       | —                       | —                       | —                       | - RIAA: платинумски                   | Take Care                                              |
| "Hate Sleeping Alone"                                                                                        | 2011          | —                       | —                       | —                       | —                       | —                       | —                       | 67                      | —                       | —                       | —                       |                                       | Take Care                                              |
| "I Do It" (2 Chainz у дуету са Дрејком и Лилом Вејном)                                                       | 2013          | —                       | —                       | —                       | —                       | —                       | —                       | 94                      | 31                      | 23                      | —                       |                                       | B.O.A.T.S. II: Me Time                                 |
| "Tuscan Leather"                                                                                             | 2013          | —                       | —                       | —                       | —                       | 183                     | —                       | 81                      | 33                      | 23                      | —                       |                                       | Nothing Was the Same                                   |
| "Furthest Thing"                                                                                             | 2013          | —                       | 191                     | —                       | —                       | 95                      | 27                      | 56                      | 16                      | 12                      | —                       | - RIAA: платинумски                   | Nothing Was the Same                                   |
| "Own It" | 2013          | —                       | —                       | —                       | —                       | 163                     | —                       | 78                      | 31                      | —                       | 10                      |                                       | Nothing Was the Same                                   |
| "From Time" (дует са Женеом Аиком)                                                                           | 2013          | —                       | 126                     | —                       | —                       | 56                      | 13                      | 67                      | 26                      | 18                      | —                       | - BPI: сребрни - RIAA: платинумски    | Nothing Was the Same                                   |
| "Connect" | 2013          | —                       | —                       | —                       | —                       | —                       | —                       | —                       | 40                      | —                       | 12                      |                                       | Nothing Was the Same                                   |
| "305 to My City" (дует са Дитејлом)                                                                          | 2013          | —                       | —                       | —                       | —                       | —                       | —                       | —                       | 45                      | —                       | —                       |                                       | Nothing Was the Same                                   |
| "Paris Morton Music 2"                                                                                       | 2013          | 88                      | —                       | —                       | —                       | 111                     | 32                      | 65                      | 24                      | 17                      | —                       | - RIAA: платинумски                   | Nothing Was the Same                                   |
| "Come Thru"                                                                                                  | 2013          | —                       | —                       | —                       | —                       | 149                     | —                       | 87                      | 34                      | 24                      | —                       |                                       | Nothing Was the Same                                   |
| "The Motion" (дует са Самфом)                                                                                | 2013          | —                       | 107                     | —                       | —                       | 93                      | 26                      | —                       | —                       | —                       | —                       |                                       | Nothing Was the Same                                   |
| "Cabaret" (Џастин Тимберлејк у дуету са Дрејком)                                                             | 2013          | —                       | —                       | —                       | —                       | —                       | —                       | —                       | —                       | —                       | 18                      |                                       | The 20/20 Experience – 2 of 2                          |
| "Mine" (Бијонсе у дуету са Дрејком)                                                                          | 2013          | 82                      | 149                     | —                       | —                       | 65                      | 7                       | 82                      | 25                      | —                       | 10                      |                                       | Бијонсе                                                |
| "Never Satisfied" (Future у дуету са Дрејком)                                                                | 2014          | —                       | —                       | —                       | —                       | —                       | —                       | —                       | —                       | —                       | —                       |                                       | Honest                                                 |
| "DnF" (Пи Рајг у дуету са Futurе-ом и Дрејком)                                                               | 2014          | —                       | —                       | —                       | —                       | —                       | —                       | —                       | 41                      | —                       | —                       |                                       | Dear America                                           |
| "Legend" | 2015          | —                       | —                       | —                       | —                       | 70                      | 9                       | 52                      | 17                      | 10                      | —                       | - BPI: сребрни - RIAA: 2× пкатинумски | If You're Reading This It's Too Late                   |
| "10 Bands"                                                                                                   | 2015          | —                       | —                       | —                       | —                       | 92                      | 16                      | 58                      | 19                      | 11                      | —                       | - RIAA: платинумски                   | If You're Reading This It's Too Late                   |
| "Know Yourself"                                                                                              | 2015          | 99                      | —                       | —                       | —                       | 95                      | 17                      | 53                      | 17                      | 8                       | —                       | - BPI: сребрни - RIAA: 2× платинумски | If You're Reading This It's Too Late                   |
| "No Tellin'"                                                                                                 | 2015          | —                       | —                       | —                       | —                       | 119                     | 23                      | 81                      | 26                      | 21                      | —                       |                                       | If You're Reading This It's Too Late                   |
| "Madonna" | 2015          | —                       | —                       | —                       | —                       | 158                     | —                       | —                       | 40                      | —                       | —                       |                                       | If You're Reading This It's Too Late                   |
| "6 God" | 2015          | —                       | —                       | —                       | —                       | 129                     | 27                      | 83                      | 28                      | 18                      | —                       | - RIAA: платинумски                   | If You're Reading This It's Too Late                   |
| "Star67" | 2015          | —                       | —                       | —                       | —                       | 155                     | —                       | —                       | 39                      | —                       | —                       |                                       | If You're Reading This It's Too Late                   |
| "Wednesday Night Interlude" (у дуету са PartyNextDoor)                                                       | 2015          | —                       | —                       | —                       | —                       | 149                     | 36                      | —                       | 43                      | —                       | 13                      |                                       | If You're Reading This It's Too Late                   |
| "Used To" (дует са Лилом Вејном)                                                                             | 2015          | —                       | —                       | —                       | —                       | 150                     | 37                      | 84                      | 29                      | 19                      | —                       |                                       | If You're Reading This It's Too Late                   |
| "6 Man" | 2015          | —                       | —                       | —                       | —                       | 175                     | —                       | 97                      | 34                      | 23                      | —                       |                                       | If You're Reading This It's Too Late                   |
| "Now & Forever"                                                                                              | 2015          | —                       | —                       | —                       | —                       | 103                     | 19                      | 95                      | 32                      | 22                      | —                       |                                       | If You're Reading This It's Too Late                   |
| "Company" (дует са Тревисом Скотом)                                                                          | 2015          | —                       | —                       | —                       | —                       | 182                     | —                       | —                       | 42                      | —                       | —                       |                                       | If You're Reading This It's Too Late                   |
| "You & the 6"                                                                                                | 2015          | —                       | —                       | —                       | —                       | —                       | —                       | —                       | 49                      | —                       | —                       |                                       | If You're Reading This It's Too Late                   |
| "Jungle" | 2015          | —                       | —                       | —                       | —                       | 135                     | 28                      | —                       | 38                      | 24                      | —                       | - RIAA: платинумски                   | If You're Reading This It's Too Late                   |
| "6PM in New York"                                                                                            | 2015          | —                       | —                       | —                       | —                       | 192                     | —                       | —                       | 44                      | —                       | —                       |                                       | If You're Reading This It's Too Late                   |
| "How About Now"                                                                                              | 2015          | —                       | —                       | —                       | —                       | —                       | —                       | —                       | 50                      | —                       | —                       |                                       | If You're Reading This It's Too Late                   |
| "Digital Dash" (са Futurе-ом)                                                                                | 2015          | —                       | —                       | —                       | —                       | 132                     | —                       | 62                      | 22                      | 18                      | —                       | - RIAA: платинумски                   | What a Time to Be Alive                                |
| "Big Rings" (са Futurе-ом)                                                                                   | 2015          | 91                      | —                       | —                       | —                       | 141                     | —                       | 52                      | 16                      | 13                      | —                       | - RIAA: 2× платинумски                | What a Time to Be Alive                                |
| "Live from the Gutter" (са Futurе-ом)                                                                        | 2015          | —                       | —                       | —                       | —                       | 171                     | —                       | 74                      | 27                      | 23                      | —                       |                                       | What a Time to Be Alive                                |
| "Diamonds Dancing" (са Futurе-ом)                                                                            | 2015          | 79                      | —                       | —                       | —                       | 194                     | —                       | 53                      | 18                      | 15                      | —                       | - RIAA: платинумски                   | What a Time to Be Alive                                |
| "Scholarships" (са Futurе-ом)                                                                                | 2015          | —                       | —                       | —                       | —                       | 164                     | —                       | 69                      | 26                      | 22                      | —                       | - RIAA: платинумски                   | What a Time to Be Alive                                |
| "Plastic Bag" (са Futurе-ом)                                                                                 | 2015          | —                       | —                       | —                       | —                       | 178                     | —                       | 78                      | 29                      | 25                      | —                       |                                       | What a Time to Be Alive                                |
| "I'm the Plug" (са Futurе-ом)                                                                                | 2015          | —                       | —                       | —                       | —                       | —                       | —                       | 76                      | 28                      | 24                      | —                       |                                       | What a Time to Be Alive                                |
| "Change Locations" (са Futurе-ом)                                                                            | 2015          | —                       | —                       | —                       | —                       | 182                     | —                       | 82                      | 30                      | —                       | —                       |                                       | What a Time to Be Alive                                |
| "30 for 30 Freestyle"                                                                                        | 2015          | —                       | —                       | —                       | —                       | —                       | —                       | 88                      | 32                      | —                       | —                       |                                       | What a Time to Be Alive                                |
| "Keep the Family Close"                                                                                      | 2016          | 57                      | —                       | —                       | —                       | 90                      | 28                      | 68                      | 33                      | 18                      | —                       |                                       | Views                                                  |
| "9" | 2016          | 39                      | —                       | —                       | —                       | 84                      | 25                      | 45                      | 21                      | 10                      | —                       | - RIAA: платинумски                   | Views                                                  |
| "U with Me?"                                                                                                 | 2016          | 47                      | —                       | —                       | —                       | 72                      | 21                      | 44                      | 20                      | 9                       | —                       | - RIAA: платинумски                   | Views                                                  |
| "Feel No Ways"                                                                                               | 2016          | 44                      | —                       | —                       | —                       | 62                      | 15                      | 53                      | 23                      | 13                      | —                       | - BPI: сребрни - RIAA: платинумски    | Views                                                  |
| "Hype" | 2016          | 31                      | 176                     | 88                      | —                       | 70                      | 20                      | 33                      | 14                      | 6                       | —                       | - RIAA: платинумски                   | Views                                                  |
| "Weston Road Flows"                                                                                          | 2016          | 51                      | —                       | —                       | —                       | 93                      | 29                      | 54                      | 26                      | 14                      | —                       |                                       | Views                                                  |
| "Redemption"                                                                                                 | 2016          | 59                      | —                       | —                       | —                       | 99                      | 31                      | 61                      | 28                      | 16                      | —                       | - RIAA: платинумски                   | Views                                                  |
| "With You" (дует са PartyNextDoorом)                                                                         | 2016          | 32                      | 182                     | 96                      | —                       | 55                      | 14                      | 47                      | 21                      | —                       | 8                       | - BPI: сребрни - RIAA: платинумски    | Views                                                  |
| "Faithful" (дует са Пимпом Сијем и dvsn-ом)                                                                  | 2016          | 61                      | —                       | —                       | —                       | 108                     | 32                      | 72                      | 36                      | 19                      | —                       |                                       | Views                                                  |
| "Still Here"                                                                                                 | 2016          | 37                      | —                       | —                       | —                       | 78                      | 23                      | 40                      | 17                      | 8                       | —                       | - RIAA: платинумски                   | Views                                                  |
| "Grammys" (дует са Futurе-ом)                                                                                | 2016          | 34                      | —                       | 87                      | —                       | 68                      | 17                      | 38                      | 18                      | 7                       | —                       | - RIAA: платинумски                   | Views                                                  |
| "Childs Play"                                                                                                | 2016          | 49                      | —                       | —                       | —                       | 77                      | 22                      | 49                      | 20                      | 11                      | —                       | - BPI: сребрни - RIAA: платинумски    | Views                                                  |
| "Summers Over Interlude"                                                                                     | 2016          | 88                      | —                       | —                       | —                       | 142                     | 38                      | —                       | —                       | —                       | 14                      |                                       | Views                                                  |
| "Fire & Desire"                                                                                              | 2016          | 64                      | —                       | —                       | —                       | 88                      | 26                      | 75                      | 30                      | 19                      | —                       | - RIAA: платинумски                   | Views                                                  |
| "Views" | 2016          | 72                      | —                       | —                       | —                       | 117                     | 36                      | 86                      | 43                      | 25                      | —                       |                                       | Views                                                  |
| "No Long Talk" (дует са Гигсом)                                                                              | 2017          | 14                      | 192                     | 40                      | 92                      | 17                      | 4                       | 40                      | 22                      | 14                      | —                       | - BPI: сребрни                        | More Life                                              |
| "Jorja Interlude"                                                                                            | 2017          | 28                      | —                       | 51                      | —                       | 42                      | 14                      | 49                      | 27                      | 18                      | —                       |                                       | More Life                                              |
| "Get It Together" (дует са Блеком Кофијем и Џорџа Смитом]])                                                  | 2017          | 20                      | 79                      | 30                      | 88                      | 24                      | 5                       | 45                      | 25                      | —                       | 9                       |                                       | More Life                                              |
| "Madiba Riddim"                                                                                              | 2017          | 23                      | 87                      | 42                      | 90                      | 31                      | 8                       | 51                      | 29                      | —                       | 11                      | - BPI: сребрни                        | More Life                                              |
| "Blem" | 2017          | 8                       | 160                     | 26                      | 34                      | 10                      | 3                       | 38                      | 20                      | —                       | 8                       | - BPI: златни - RIAA: платинумски     | More Life                                              |
| "4422" (дует са Самфом)                                                                                      | 2017          | 27                      | 175                     | 54                      | —                       | 39                      | 13                      | 50                      | 28                      | —                       | 10                      |                                       | More Life                                              |
| "Gyalchester"                                                                                                | 2017          | 13                      | —                       | 44                      | —                       | 32                      | 7                       | 29                      | 15                      | 10                      | —                       | - BPI: сребрни - RIAA: платинумски    | More Life                                              |
| "Skepta Interlude"                                                                                           | 2017          | 36                      | —                       | 55                      | —                       | 35                      | 9                       | 76                      | 42                      | —                       | —                       |                                       | More Life                                              |
| "Sacrifices" (дует са 2 Chainzом и Јангом Тагом)                                                             | 2017          | 26                      | —                       | 62                      | —                       | 51                      | 16                      | 36                      | 19                      | 12                      | —                       |                                       | More Life                                              |
| "Nothings Into Somethings"                                                                                   | 2017          | 40                      | —                       | 73                      | —                       | 62                      | 20                      | 61                      | 36                      | —                       | 14                      |                                       | More Life                                              |
| "Teenage Fever"                                                                                              | 2017          | 22                      | 116                     | 49                      | —                       | 37                      | 12                      | 35                      | 18                      | —                       | 7                       | - BPI: сребрни - RIAA: платинумски    | More Life                                              |
| "KMT" (у дуету са Гигсом Giggs)                                                                              | 2017          | 25                      | —                       | 44                      | —                       | 9                       | 2                       | 48                      | 26                      | 17                      | —                       | - BPI: златни                         | More Life                                              |
| "Lose You"                                                                                                   | 2017          | 41                      | —                       | 66                      | —                       | 54                      | 17                      | 64                      | 38                      | 24                      | —                       |                                       | More Life                                              |
| "Can't Have Everything"                                                                                      | 2017          | 53                      | —                       | 70                      | —                       | 58                      | 19                      | 82                      | 44                      | —                       | —                       |                                       | More Life                                              |
| "Since Way Back" (дует са групом PartyNextDoor)                                                              | 2017          | 49                      | —                       | 81                      | —                       | 63                      | 22                      | 70                      | 40                      | —                       | 15                      |                                       | More Life                                              |
| "Ice Melts" (дует са Јангом Тагом)                                                                           | 2017          | 48                      | —                       | 84                      | —                       | 65                      | 23                      | 62                      | 37                      | 23                      | —                       |                                       | More Life                                              |
| "Do Not Disturb"                                                                                             | 2017          | 44                      | 199                     | 69                      | —                       | 61                      | 21                      | 60                      | 35                      | 22                      | —                       | - BPI: сребрни - RIAA: платинумски    | More Life                                              |
| "Survival"                                                                                                   | 2018          | 18                      | 68                      | —                       | 45                      | —                       | —                       | 17                      | 15                      | 13                      | —                       |                                       | Scorpion                                               |
| "Elevate" | 2018          | 15                      | 71                      | —                       | 53                      | —                       | —                       | 14                      | 13                      | 11                      | —                       |                                       | Scorpion                                               |
| "Emotionless"                                                                                                | 2018          | 13                      | 78                      | 13                      | 38                      | 5                       | —                       | 8                       | 7                       | 7                       | —                       |                                       | Scorpion                                               |
| "8 Out of 10"                                                                                                | 2018          | 19                      | 102                     | —                       | 33                      | —                       | —                       | 21                      | 18                      | 16                      | —                       |                                       | Scorpion                                               |
| "Mob Ties"                                                                                                   | 2018          | 11                      | 85                      | —                       | 61                      | —                       | —                       | 13                      | 12                      | 10                      | —                       |                                       | Scorpion                                               |
| "Can't Take a Joke"                                                                                          | 2018          | 16                      | 132                     | —                       | 75                      | —                       | —                       | 18                      | 16                      | 14                      | —                       |                                       | Scorpion                                               |
| "Sandra's Rose"                                                                                              | 2018          | 28                      | 153                     | —                       | 79                      | —                       | —                       | 27                      | 21                      | 19                      | —                       |                                       | Scorpion                                               |
| "Talk Up" (дует са Џејом Зијем)                                                                              | 2018          | 17                      | 123                     | —                       | 55                      | —                       | —                       | 20                      | 17                      | 15                      | —                       |                                       | Scorpion                                               |
| "Is There More"                                                                                              | 2018          | 38                      | 198                     | —                       | —                       | —                       | —                       | 36                      | 25                      | 21                      | —                       |                                       | Scorpion                                               |
| "Peak" | 2018          | 37                      | 151                     | —                       | —                       | —                       | —                       | 38                      | 27                      | —                       | 5                       |                                       | Scorpion                                               |
| "Summer Games"                                                                                               | 2018          | 27                      | 163                     | —                       | 94                      | —                       | —                       | 28                      | 22                      | —                       | 3                       |                                       | Scorpion                                               |
| "Jaded" | 2018          | 36                      | 196                     | —                       | —                       | —                       | —                       | 32                      | 24                      | —                       | 4                       |                                       | Scorpion                                               |
| "Finesse" | 2018          | 39                      | 191                     | —                       | —                       | —                       | —                       | 42                      | 30                      | —                       | 7                       |                                       | Scorpion                                               |
| "Ratchet Happy Birthday"                                                                                     | 2018          | 43                      | —                       | —                       | —                       | —                       | —                       | 51                      | 35                      | —                       | 8                       |                                       | Scorpion                                               |
| "That's How You Feel"                                                                                        | 2018          | 34                      | —                       | —                       | —                       | —                       | —                       | 37                      | 26                      | 22                      | —                       |                                       | Scorpion                                               |
| "Blue Tint"                                                                                                  | 2018          | 30                      | 179                     | —                       | —                       | —                       | —                       | 30                      | 23                      | 20                      | —                       |                                       | Scorpion                                               |
| "After Dark" (дует са Статиком Мејџором и Ty Dolla Signом)                                                   | 2018          | 40                      | 193                     | —                       | —                       | —                       | —                       | 41                      | 29                      | —                       | 6                       |                                       | Scorpion                                               |
| "Final Fantasy"                                                                                              | 2018          | 52                      | —                       | —                       | —                       | —                       | —                       | 56                      | 37                      | —                       | —                       |                                       | Scorpion                                               |
| "March 14"                                                                                                   | 2018          | 54                      | —                       | —                       | —                       | —                       | —                       | 57                      | 38                      | —                       | —                       |                                       | Scorpion                                               |
| "—" озачава издање које или није дебитовало на тој топ-листи или није дебитовало у/на тој држави/територији. | 2018          |                         |                         |                         |                         |                         |                         |                         |                         |                         |                         |                                       |                                                        |

Напомене
1. ↑  Сингл "The Winner" није дебитовао на топ-листи "Billboard Hot R&B/Hip-Hop Songs chart" али је био на позицији број двадесет на топ-листи "Bubbling Under R&B/Hip-Hop Singles chart" на којој је извођен као екстензија на  топ-листи "Billboard Hot R&B/Hip-Hop Songs chart".[105]
2. ↑  Сингл "Off That" није дебитовао на топ-листи "Billboard Hot R&B/Hip-Hop Songs chart" али је био на позицији број дванаест на топ-листи "Bubbling Under R&B/Hip-Hop Singles chart" на којој је извођен као екстензија на  топ-листи "Billboard Hot R&B/Hip-Hop Songs chart".[105]
3. ↑  Сингл "Fear" није дебитовао на топ-листи "Billboard Hot R&B/Hip-Hop Songs chart" али је био на позицији број седам на топ-листи "Bubbling Under R&B/Hip-Hop Singles chart" на којој је извођен као екстензија на  топ-листи "Billboard Hot R&B/Hip-Hop Songs chart".[105]
4. ↑  Сингл "Fireworks" није дебитовао на топ-листи "Billboard Hot R&B/Hip-Hop Songs chart" али је био на позицији број седамнаест на топ-листи "Bubbling Under R&B/Hip-Hop Singles chart" на којој је извођен као екстензија на  топ-листи "Billboard Hot R&B/Hip-Hop Songs chart".[105]
5. ↑  Сингл "Shut It Down" није дебитовао на топ-листи "Billboard Hot 100" али је био на позицији број двадесет-пет на топ-листи "Bubbling Under Hot 100" на којој је извођен као екстензија на топ-листи "Billboard Hot 100".[60]
6. ↑  Сингл "Unforgettable" није дебитовао на топ-листи "Billboard Hot 100" али је био на позицији број двадесет-четири на топ-листи "Bubbling Under Hot Singles chart" на којој је извођен као екстензија на топ-листи "Billboard Hot 100".[60]
7. ↑  Сингл "Unforgettable" није дебитовао на топ-листи "Billboard Hot R&B/Hip-Hop Songs chart" али је био на позицији број шест на топ-листи "Bubbling Under R&B/Hip-Hop Singles chart" Singles chart" на којој је извођен као екстензија на топ-листи "Billboard Hot R&B/Hip-Hop Songs chart".[105]
8. ↑  Сингл "Light Up" није дебитовао на топ-листи "Billboard Hot 100" али је био на позицији број шеснаест на топ-листи "Bubbling Under Hot 100 Singles chart" на којој је извођен као екстензија на топ-листи "Billboard Hot 100".[60]
9. ↑  Сингл "With You" није дебитовао на топ-листи "Billboard Hot R&B/Hip-Hop Songs chart" али је био позициониран на месту број седамнаест на топ-листи "Bubbling Under R&B/Hip-Hop Singles chart" где је извођен као екстензија на топ-листи "Billboard Hot R&B/Hip-Hop Songs chart".[105]
10. ↑  Сингл "Made Men" није дебитовао на топ-листи "Billboard Hot R&B/Hip-Hop Songs chart" али је био позициониран на месту број четири на топ-листи "Bubbling Under R&B/Hip-Hop Singles chart" где је био извођен као екстензија за топ-листу "Billboard Hot R&B/Hip-Hop Songs chart".[105]
11. ↑  Сингл "In the Morning" није дебитовао на топ-листи "Билборд хот 100" али је био позициониран на месту број седамнаест на топ-листи "Bubbling Under Hot 100 Singles chart" где је извођен као екстензија за топ-листу "Билборд хот 100".[60]
12. ↑  Сингл "Free Spirit" није дебитовао на топ-листи "Billboard Hot R&B/Hip-Hop Songs chart" али је био позициониран на месту број један на топ-листи "Bubbling Under R&B/Hip-Hop Singles chart" где је био извођен као екстензија за топ-листу "Billboard Hot R&B/Hip-Hop Songs chart".[105]
13. ↑  Сингл "Over My Dead Body" није дебитовао на топ-листи "Билборд хот 100" али је био позициониран на месту број два на топ-листи "Bubbling Under Hot 100 Singles chart" где је извођен као екстензија за топ-листу "Билборд хот 100".[60]
14. ↑  Сингл "Shot for Me" није дебитовао на топ-листи "Billboard Hot R&B/Hip-Hop Songs chart" али је био позициониран на месту број два на топ-листи "Bubbling Under R&B/Hip-Hop Singles chart" где је био извођен као екстензија за топ-листу "Billboard Hot R&B/Hip-Hop Songs chart".[105]
15. ↑  Сингл "Under Ground Kings" није дебитовао на топ-листи "Билборд хот 100" али је био позициониран на месту број осам на топ-листи "Bubbling Under Hot 100 Singles chart" где је извођен као екстензија за топ-листу "Билборд хот 100".[60]
16. ↑  Сингл "Doing It Wrong" није дебитовао на топ-листи "Билборд хот 100" али је био позициониран на месту број деветнаест на топ-листи "Bubbling Under Hot 100 Singles chart" где је извођен као екстензија за топ-листу "Билборд хот 100".[60]
17. ↑  Сингл "Doing It Wrong" није дебитовао на топ-листи "Billboard Hot R&B/Hip-Hop Songs chart" али је био позициониран на месту број пет на топ-листи "Bubbling Under R&B/Hip-Hop Singles chart" где је био извођен као екстензија за топ-листу "Billboard Hot R&B/Hip-Hop Songs chart".[105]
18. ↑  Сингл "The Real Her" није дебитовао на топ-листи "Билборд хот 100" али је био позициониран на месту број четири на топ-листи "Bubbling Under Hot 100 Singles chart" где је извођен као екстензија за топ-листу "Билборд хот 100".[60]
19. ↑  Сингл "Practice" није дебитовао на топ-листи "Billboard Hot R&B/Hip-Hop Songs chart" али је био позициониран на месту број девет на топ-листи "Bubbling Under R&B/Hip-Hop Singles chart" где је био извођен као екстензија за топ-листу "Billboard Hot R&B/Hip-Hop Songs chart".[105]
20. ↑  Сингл "Connect" није дебитовао на топ-листи "Билборд хот 100" али је био позициониран на месту број два на топ-листи "Bubbling Under Hot 100 Singles chart" где је извођен као екстензија за топ-листу "Билборд хот 100".[60]
21. ↑  Сингл "305 to My City" није дебитовао на топ-листи "Билборд хот 100" али је био позициониран на месту број једанаест на топ-листи "Bubbling Under Hot 100 Singles chart" где је извођен као екстензија за топ-листу "Билборд хот 100".[60]
22. ↑  Сингл "Cabaret" није дебитовао на топ-листи "Billboard Hot R&B/Hip-Hop Songs chart" али је био позициониран на месту број шест на топ-листи "Bubbling Under R&B/Hip-Hop Singles chart" где је био извођен као екстензија за топ-листу "Billboard Hot R&B/Hip-Hop Songs chart".[105]
23. ↑  Сингл "Never Satisfied" није дебитовао на топ-листи "Billboard Hot R&B/Hip-Hop Songs chart" али је био позициониран на месту број три на топ-листи "Bubbling Under R&B/Hip-Hop Singles chart" где је био извођен као екстензија за топ-листу "Billboard Hot R&B/Hip-Hop Songs chart".[105]
24. ↑  Сингл "DnF" није дебитовао на топ-листи "Билборд хот 100" али је био позициониран на месту број осамнаест на топ-листи "Bubbling Under Hot 100 Singles chart" где је извођен као екстензија за топ-листу "Билборд хот 100".[60]
25. ↑  Сингл "Madonna" није дебитовао на топ-листи "Билборд хот 100" али је био позициониран на месту број четири на топ-листи "Bubbling Under Hot 100 Singles chart" где је извођен као екстензија за топ-листу "Билборд хот 100".[60]
26. ↑  Сингл "Star67" није дебитовао на топ-листи "Билборд хот 100" али је био позициониран на месту број три на топ-листи "Bubbling Under Hot 100 Singles chart" где је извођен као екстензија за топ-листу "Билборд хот 100".[60]
27. ↑  Сингл "Wednesday Night Interlude" није дебитовао на топ-листи "Билборд хот 100" али је био позициониран на месту број девет на топ-листи "Bubbling Under Hot 100 Singles chart" где је извођен као екстензија за топ-листу "Билборд хот 100".[60]
28. ↑  Сингл "Company" није дебитовао на топ-листи "Билборд хот 100" али је био позициониран на месту број шест на топ-листи "Bubbling Under Hot 100 Singles chart" где је извођен као екстензија за топ-листу "Билборд хот 100".[60]
29. ↑  Сингл "You & the 6" није дебитовао на топ-листи "Билборд хот 100" али је био позициониран на месту број шеснаест на топ-листи "Bubbling Under Hot 100 Singles chart" где је извођен као екстензија за топ-листу "Билборд хот 100".[60]
30. ↑  Сингл "Jungle" није дебитовао на топ-листи "Билборд хот 100" али је био позициониран на месту број два на топ-листи "Bubbling Under Hot 100 Singles chart" где је извођен као екстензија за топ-листу "Билборд хот 100".[60]
31. ↑  Сингл "6PM in New York" није дебитовао на топ-листи "Билборд хот 100" али је био позициониран на месту број дванаест на топ-листи "Bubbling Under Hot 100 Singles chart" где је извођен као екстензија за топ-листу "Билборд хот 100".[60]
32. ↑  Сингл "Summers Over Interlude" није дебитовао на топ-листи "Билборд хот 100" али је био позициониран на месту број два на топ-листи "Bubbling Under Hot 100 Singles chart" где је извођен као екстензија за топ-листу "Билборд хот 100".[60]
33. ↑  Сингл "Summers Over Interlude" није дебитовао на топ-листи "Billboard Hot R&B/Hip-Hop Songs chart" али је био позициониран на месту број један на топ-листи "Bubbling Under R&B/Hip-Hop Singles chart" где је извођен као екстензија за топ-листу "Billboard Hot R&B/Hip-Hop Songs chart".[105]
34. ↑  Сингл "Jorja Interlude" није дебитовао на топ-листи "Swedish Singellista chart" али је био позициониран на месту број четири на топ-листи "Swedish Heatseeker chart".[157]
35. ↑  Сингл "4422" није дебитовао на топ-листи "Swedish Singellista chart" али је био позициониран на месту број пет на топ-листи "Swedish Heatseeker chart".[157]
36. ↑  Сингл "Gyalchester" није дебитовао на топ-листи "Swedish Singellista chart" али је био позициониран на месту број један на топ-листи "Swedish Heatseeker chart".[157]
37. ↑  Сингл "Skepta Interlude" није дебитовао на топ-листи "Swedish Singellista chart" али је био позициониран на месту број једанаест на топ-листи "Swedish Heatseeker chart".[157]
38. ↑  Сингл "Sacrifices" није дебитовао на топ-листи "Swedish Singellista chart" али је био позициониран на месту број десет на топ-листи "Swedish Heatseeker chart".[157]
39. ↑  Сингл "Teenage Fever" није дебитовао на топ-листи "Swedish Singellista chart" али је био позициониран на месту број осам на топ-листи "Swedish Heatseeker chart".[157]
40. ↑  Сингл "KMT" није дебитовао на топ-листи "Swedish Singellista chart" али је био позициониран на месту број седам на топ-листи "Swedish Heatseeker chart".[157]
41. ↑  Сингл "Lose You" није дебитовао на топ-листи "Swedish Singellista chart" али је био позициониран на месту број двадесет на топ-листи "Swedish Heatseeker chart".[157]
42. ↑  Сингл "Do Not Disturb" није дебитовао на топ-листи "Swedish Singellista chart" али је био позициониран на месту број четрнаест на топ-листи "Swedish Heatseeker chart".[157]
43. ↑  Сингл "Is There More" није дебитовао на топ-листи "Swedish Singellista chart" али је био позициониран на месту број тринаест на топ-листи "Swedish Heatseeker chart".[158]
44. ↑  Сингл "Peak" није дебитовао на топ-листи "Swedish Singellista Chart" али је био позициониран на месту број три на топ-листи "Swedish Heatseeker Chart".[158]
45. ↑  Сингл "Jaded" није дебитовао на топ-листи "Swedish Singellista Chart" али је био позициониран на месту број пет на топ-листи "Swedish Heatseeker Chart".[158]
46. ↑  Сингл "Finesse" није дебитовао на топ-листи "Swedish Singellista Chart" али је био позициониран на месту број осам на топ-листи "Swedish Heatseeker Chart".[158]
47. ↑  Сингл "Ratchet Happy Birthday" није дебитовао на топ-листи "Swedish Singellista chart" али је био позициониран на месту број седамнаест на топ-листи "Swedish Heatseeker Chart".[158]
48. ↑  Сингл "That's How You Feel" није дебитовао на топ-листи "Swedish Singellista chart" али је био позициониран на месту број девет на топ-листи "Swedish Heatseeker Chart".[158]
49. ↑  Сингл "Blue Tint" није дебитовао на топ-листи "Swedish Singellista chart" али је био позициониран на месту број четири на топ-листи "Swedish Heatseeker Chart".[158]
50. ↑  Сингл "After Dark" није дебитовао на топ-листи "Swedish Singellista chart" али је био позициониран на месту број два на топ-листи "Swedish Heatseeker Chart".[158]

## Гостујућа појављивања
| Наслов                       | Година издања | Остали извођач(и)                                                                    | Албум                                                   |
| ---------------------------- | ------------- | ------------------------------------------------------------------------------------ | ------------------------------------------------------- |
| "Soul Searching"             | 2005          | Рошана                                                                               | Roshana                                                 |
| "Do What You Do"             | 2006          | Нема                                                                                 | The N саундтрек                                         |
| "With You (Ремикс)"          | 2007          | Џеј-дигас, Џорџ Нозука                                                               | Memoirs of a Playbwoy                                   |
| "Change You"                 | 2008          | Џена                                                                                 | The Radio Singles                                       |
| "Stuntin'"                   | 2008          | Лил Вејн                                                                             | Dedication 3                                            |
| "Off That"                   | 2009          | Џеј Зи                                                                               | The Blueprint 3                                         |
| "Street Cred"                | 2009          | Гучи Мане, Килер Мајк                                                                | The Cold War: Part 1 (Guccimerica)                      |
| "Cannonball" (Ремикс)        | 2009          | Гуда Гуда, Колин Монро Мунро, Џи Милс                                                | Guddaville                                              |
| "Mo Milly"                   | 2009          | Брдмен, Бан Би                                                                       | Priceless                                               |
| "It's Been a Pleasure"       | 2010          | Бан Би                                                                               | Trill OG                                                |
| "Gonorrhea"                  | 2010          | Лил Вејн                                                                             | I Am Not a Human Being                                  |
| "With You"                   | 2010          | Лил Вејн                                                                             | I Am Not a Human Being                                  |
| "Faith"                      | 2010          | Кеј-ос                                                                               | The Anchorman Mixtape                                   |
| "Lose My Mind" (Ремикс)      | 2010          | Јанг Јизи                                                                            | Нема                                                    |
| "Made"                       | 2010          | Биг Шон                                                                              | Finally Famous Vol. 3: Big                              |
| "Made Man"                   | 2010          | Рик Рос                                                                              | Ashes to Ashes                                          |
| "All of the Lights" (Ремикс) | 2011          | Канје Вест, Лил Вејн, Биг Шон                                                        | Нема                                                    |
| "July"                       | 2011          | Жене Аико                                                                            | Sailing Soul(s)                                         |
| "Some Other Place"           | 2011          | Вербал                                                                               | Visionair                                               |
| "Good Girls Go Bad"          | 2011          | Гејм                                                                                 | The R.E.D. Album                                        |
| "Sunflower"                  | 2011          | Лени Кравиц                                                                          | Black and White America                                 |
| "In the Morning"             | 2011          | Џеј Кол                                                                              | Friday Night Lights and Cole World: The Sideline Story  |
| "I Do" (Ремикс)              | 2012          | Јанг Јизи, Џеј Зи, Андре 3000                                                        | Нема                                                    |
| "Champion"                   | 2012          | Ники Минаж, Нас, Јанг Јизи                                                           | Pink Friday: Roman Reloaded                             |
| "Waiting Up"                 | 2012          | Риз                                                                                  | Нема                                                    |
| "Come Up"                    | 2012          | Гејм, Лајфстајл                                                                      | California Republic                                     |
| "The Notice"                 | 2012          | Калеб Форевер                                                                        | Make Believers                                          |
| "Us"                         | 2012          | Рик Рос, Лил Рис                                                                     | The Black Bar Mitzvah                                   |
| "Fo Real"                    | 2013          | Future                                                                               | FBG: The Movie                                          |
| "Number 15"                  | 2013          | Најклус Еф                                                                           | Vices                                                   |
| "Versace" (Ремикс)           | 2013          | Мигос                                                                                | Нема                                                    |
| "I Do It"                    | 2013          | 2 Chainz, Лил Вејн                                                                   | B.O.A.T.S. II: Me Time                                  |
| "Cabaret"                    | 2013          | Џастин Тимберлејк                                                                    | The 20/20 Experience – 2 of 2                           |
| "Mine"                       | 2013          | Бијонсе                                                                              | Бијонсе                                                 |
| "Shit" (Мегамикс)            | 2013          | Мајк Вил Мејд Ит, Future, Ђуси Џеј, Диди, Шкулбој Кју, Пастор Трој, Јанг Јизи, Ти-ај | #MikeWillBeenTrill                                      |
| "We Made It" (Ремикс)        | 2014          | Суља Бој                                                                             | King Soulja 2                                           |
| "Never Satisfied"            | 2014          | Future                                                                               | Honest                                                  |
| "DnF"                        | 2014          | Пи Рајг, Future                                                                      | Dear America                                            |
| "Schemin' Up"                | 2014          | Об О’Брајен, Пи Рајг                                                                 | Нема                                                    |
| "Used To"                    | 2015          | Лил Вејн                                                                             | Sorry 4 the Wait 2/If You're Reading This It's Too Late |
| "My Way" (Ремикс)            | 2015          | Фети Вап                                                                             | Нема                                                    |
| "Tryna Fuck"                 | 2015          | Ђуси Џеј, Ty Dolla Sign                                                              | Pure THC: The Hustle Continues                          |
| "Ojuelegba (Ремикс)"         | 2015          | Визкид, Скепта                                                                       | Нема                                                    |
| "Drama"                      | 2015          | Рој Вудс                                                                             | Exis                                                    |
| "Empire "                    | 2016          | Џ.А.С.Т.И.С. Лиг, Рик Рос                                                            | J.U.S.T.I.C.E. For All                                  |
| "100it Racks"                | 2016          | Ди-џеј Еско, Future, 2 Chainz                                                        | Project E.T.                                            |
| "Family Feud"                | 2017          | Лил Вејн                                                                             | Dedication 6                                            |
| "Lemon" (Ремикс)             | 2018          | N.E.R.D, Ријана                                                                      | Нема                                                    |

## Видеографија

### Као главни извођач
| Налов                                                   | Година | Продуцент(и)                         |
| ------------------------------------------------------- | ------ | ------------------------------------ |
| "Replacement Girl" (дует са Трејом Сонгсом)             | 2007   | Шајн Стајрлинг                       |
| "Best I Ever Had"                                       | 2009   | Канје Вест                           |
| "Successful" (дует са Трејом Сонгсом)                   | 2009   | Џејк Вајт                            |
| "Forever" (са Канјеом Вестом, Лилом Вејном и Еминемом)  | 2009   | Хајп Вилијамс                        |
| "Over"                                                  | 2010   | Ентони Мандлер                       |
| "Find Your Love"                                        | 2010   | Ентони Мандлер                       |
| "Miss Me" (дует са Лилом Вејном)                        | 2010   | Ентони Мандлер                       |
| "Marvins Room"                                          | 2011   | Ламар Тејлор, Хајгли Алејн           |
| "Headlines"                                             | 2011   | Ламар Тејлор, Џеј Мајлен, Ал Мукадем |
| "The Motto" (дует са Лилом Вејном и Тигом)              | 2011   | Ламар Тејлор, Хагли Алејн            |
| "Practice"                                              | 2012   | Нема                                 |
| "Take Care" (дует са Ријаном)                           | 2012   | Џоан Лемон                           |
| "HYFR (Hell Ya Fucking Right)" (дует са Лилом Вејном)   | 2012   | Дајректор Икс                        |
| "Started from the Bottom"                               | 2013   | Дајректор Икс                        |
| "5AM in Toronto"                                        | 2013   | Рам Акуме, Ендру Хамилтон            |
| "Hold On, We're Going Home" (дует са Маџидом Џорданом)  | 2013   | Бил Поуп                             |
| "Worst Behavior"                                        | 2013   | Дрејк, Дајректор Икс                 |
| "We'll Be Fine"                                         | 2014   | Микаел Колумбу                       |
| "Jungle"                                                | 2015   | Свис Карим Ху Ду                     |
| "Energy"                                                | 2015   | Флур и Ману                          |
| "Hotline Bling"                                         | 2015   | Дајректор Икс                        |
| "Childs Play"                                           | 2016   | Дрејк, Карлос "Спиф Ти-ви" Суарез    |
| "Please Forgive Me"                                     | 2016   | Ентони Мадлер                        |
| "Sneakin'" (дует са 21 Savageом)                        | 2016   | GAB3                                 |
| "No Frauds" (са Ники Минаж и Лилом Вејном)              | 2017   | Бени Бум                             |
| "Gyalchester"                                           | 2017   | Биће дефинисано                      |
| "God's Plan"                                            | 2018   | Карена Еванс                         |
| "Bring It Back" (са Траблом и Мајком Вилом Мејдом Итом) | 2018   | Дерек Шклар                          |
| "Nice Fir What"                                         | 2018   | Карена Еванс                         |
| "I'm Upset"                                             | 2018   | Карена Еванс                         |
| "Nonstop"                                               | 2018   | Тео Скудра                           |
| "In My Feelings"                                        | 2018   | Карена Еванс                         |

### Колаборацијски музички видео-спотови
| Наслов                                            | Година издања | Продуцент(и) |
| ------------------------------------------------- | ------------- | ------------ |
| "Every Girl" (са Јангом Манијем)                  | 2009          | Нема         |
| "BedRock" (са Јангом Манијем)                     | 2009          | Дајо         |
| "Wavin' Flag" (са групом Young Artists for Haiti) | 2010          | Нема         |

### Камерна појављивања
| Налов                                                                                                  | Година издања | Продуцент(и)                  |
| --- | ------------- | ----------------------------- |
| "Wonder Woman" (Треј Сонгс)                                                                            | 2007          | Лил Икс                       |
| "Epiphany" (Крисет Мишел)                                                                              | 2009          | Ray Kay                       |
| "Brand New" (Треј Сонгс)                                                                               | 2009          | Јоланда Џералдс, Дилент Марфи |
| "Pursuit of Happiness" (Кид Кади у дуету са MGMTом и Ратататом)                                        | 2009          | Броди Бејкер                  |
| "Baby" (Џастин Бибер у дуету са Лудакрисом)                                                            | 2010          | Реј Кај                       |
| "Loyalty" (Брдман у дуету са Тигом и Лилом Вејном)                                                     | 2010          | Давид Русо                    |
| "I'm On It" (Тига у дуету са Лилом Вејном)                                                             | 2010          | Колин Тајли                   |
| "330" (Стали)                                                                                          | 2011          | Илузив медија                 |
| "Take It to the Head" (Ди-џеј Калед у дуету са Крисом Брауном, Риком Росом, Ники Минаж и Лилом Вејном) | 2012          | Колин Тајли                   |
| "Power Circle" (Ганплеј, Стали, Вејл, Мик Мил и Рик Рос у дуету са Кендриком Ламаром)                  | 2012          | Дре филмс                     |
| "Anaconda" (Ники Минаж)                                                                                | 2014          | Колин Тајли                   |
| "Reminder" (The Weeknd)                                                                                | 2017          | Kid Studio                    |

### Као гостујући извођач
| Наслов                                                                              | Година издања | Продуцент(и)                             |
| ----------------------------------------------------------------------------------- | ------------- | ---------------------------------------- |
| "Change You" (Џена у дуету са Дрејком)                                              | 2006          | Нема                                     |
| "The One" (Мари Џеј Блиџ у дуету са Дрејком)                                        | 2009          | Ентони Мандлер                           |
| "Money to Blow" (Брдмен у дуету са Лилом Вејном и Дрејком)                          | 2009          | Гил Грин                                 |
| "Fed Up" (Ди-џеј Калед у дуету са Ашером, Јангом Јизијем, Риком Росом и Дрејком)    | 2009          | Гил Грин                                 |
| "Still Fly" (Пејџ у дуету са Дрејком)                                               | 2009          | Нема                                     |
| "Digital Girl" (Ремикс) (Џејми Фокс у дуету са Канјеом Вестом, Ди-дримом и Дрејком) | 2009          | Хајп Вилијамс                            |
| "Say Something" (Тимбаланд у дуету са Дрејком)                                      | 2009          | Пол Кој Ален                             |
| "4 My Town (Play Ball)" (Брдмен у дуету са Лилом Вејном и Дрејком)                  | 2009          | Гил Грин                                 |
| "Aston Martin Music" (Рик Рос у дуету са Крисет Мишел и Дрејком)                    | 2010          | Гил Грин                                 |
| "Loving You No More" (Diddy-Dirty Money у дуету са Дрејком)                         | 2010          | Гил Грин                                 |
| "What's My Name?" (Ријана у дуету са Дрејком)                                       | 2010          | Филип Анделман                           |
| "Fall For Your Type" (Џејми Фокс у дуету са Дрејком)                                | 2010          | Крис Робинсон                            |
| "Put It Down" (Бан Би у дуету са Дрејком)                                           | 2010          | Мистер Бумтаун                           |
| "Moment 4 Life" (Ники Минаж у дуету са Дрејком)                                     | 2011          | Крис Робинсон                            |
| "In the Morning" (Џеј Кол у дуету са Дрејком)                                       | 2011          | Нема                                     |
| "Made Men" (Рик Рос у дуету са Дрејком)                                             | 2011          | Дре филмс                                |
| "I'm on One" (Ди-џеј Калед у дуету са Риком Росом, Лилом Вејном и Дрејком)          | 2011          | Гил Грин                                 |
| "Stay Schemin'" (Рик Рос у дуету са Френчом Монтаном и Дрејком)                     | 2012          | Спиф Ти-ви                               |
| "Mr. Wrong" (Мари Џеј Блиџ у дуету са Дрејком)                                      | 2012          | Дијан Мартел                             |
| "Round of Applause" (Вака Флока Флејм у дуету са Дрејком)                           | 2012          | Мистер Бумтаун                           |
| "So Good" (Шанел у дуету са Лилом Вејном и Дрејком)                                 | 2012          | Дајректор Икс                            |
| "No Lie" (2 Chainz у дуету са Дрејком)                                              | 2012          | Дајректор Икс                            |
| "Pop That" (Френч Монтана у дуету са Риком Росом, Лилом Вејном и Дрејком)           | 2012          | Парис                                    |
| "Amen" (Мик Мил у дуету са Дрејком)                                                 | 2012          | Дре филмс                                |
| "Diced Pineapples" (Рик Рос у дуету са Вејлом и Дрејком)                            | 2012          | Дајректор Икс                            |
| "The Zone" (The Weeknd у дуету са Дрејком)                                          | 2012          | Абел Тесфај                              |
| "Fuckin' Problems" (ASAP Rocky у дуету са 2 Chainzом, Кендриком Ламаром и Дрејком)  | 2012          | Сем Лека, Кларк Џексон                   |
| "Love Me" (Лил Вејн у дуету са Futurеом и Дрејком)                                  | 2013          | Хана Лукс Дејвис                         |
| "Poetic Justice" (Кендрик Ламар у дуету са Дрејком)                                 | 2013          | Ди Лил Хоми, Ди-џеј Дејв, Дејнџерукипава |
| "No Guns Allowed" (Снуп Лајон у дуету са Коријем Бијем и Дрејком)                   | 2013          | Џес Тереро                               |
| "No New Friends" (Ди-џеј Калед у дуету са Риком Росом, Лилом Вејном и Дрејком)      | 2013          | Колин Тајли                              |
| "Live For" (The Weeknd у дуету са Дрејком)                                          | 2013          | Сем Пилинг                               |
| "Mine" (Бијонсе у дуету са Дрејком)                                                 | 2013          | Пјер Дебушер                             |
| "Who Do You Love" (И-џи у дуету са Дрејком)                                         | 2014          | Бени Бум                                 |
| "DnF" (Пи Рајг у дуету са Futurеом и Дрејком)                                       | 2014          | Девин Блек и Дрејк                       |
| "Only" (Ники Минаж у дуету са Лилом Вејном, Крисом Брауном и Дрејком)               | 2014          | Хана Лукс Дејвис                         |
| "Grindin" (Лил Вејн у дуету са Дрејком)                                             | 2014          | Ди-џеј Скуб Ду                           |
| "Recognize" (PartyNextDoor у дуету са Дрејком)                                      | 2014          | Лијам Мекра                              |
| "Tuesday (Ремикс)" (iLoveMakonnen у дуету са Дрејком)                               | 2014          | Гудвин                                   |
| "Blessings" (Биг Шон у дуету са Дрејком и Канјеом Вестом)                           | 2015          | Дарен Крејг                              |
| "100" (Ди Гејм у дуету са Дрејком)                                                  | 2015          | Нема                                     |
| "Where Ya At" (Future у дуету са Дрејком)                                           | 2015          | Рик Нис                                  |
| "Work" (Ријана у дуету са Дрејком)                                                  | 2016          | Дајректор Икс                            |
| "My Love" (Маџид Џордан у дуету са Дрејком)                                         | 2016          | Комон Гуд                                |
| "No Shopping" (Френч Монтана у дуету са Дрејком)                                    | 2016          | Спиф Ти-ви                               |
| "Why You Always Hatin?" (И-џи у дуету са Дрејком и Камајахом)                       | 2016          | Псајхо филмс                             |
| "Used to This" (Future у дуету са Дрејком)                                          | 2016          | Нема                                     |
| "Look Alive" (Блокбој Џеј-би у дуету са Дрејком)                                    | 2018          | Frederick Ali                            |
| "Walk It Talk It" (Мигос у дуету са Дрејком)                                        | 2018          | Дапс и Куаво                             |
| "MIA" (Бед Бани у дуету са Дрејком)                                                 | 2018          | Фернандо Луго                            |
| "No Stylist" (Френч Монтана у дуету са Дрејком)                                     | 2018          | Глен Мајкл и Кристо                      |